# Faerské ostrovy
Faerské ostrovy (faersky  Føroyar, dánsky Færøerne) jsou subpolární souostroví v severním Atlantiku a autonomní území Dánského království. Ostrovy se nacházejí mezi Islandem, Norskem a Spojeným královstvím. Terén je členitý a řídký, převažují fjordy a útesy s řídkou vegetací a několika málo stromy, nicméně díky Golfskému proudu zde panuje subpolární oceánské klima a celoročně mírné teploty. Faerské ostrovy se dělí na 29 obcí, na ploše 1400 km² žije 55 000 obyvatel. Hlavní a největší město ostrovů, Tórshavn, má nejméně zaznamenaných hodin slunečního svitu ze všech měst na světě. Druhé největší město je Klaksvík. Drtivá většina obyvatel jsou Faeřané, největšími menšinami jsou Dánové a Filipínci. Úředním jazykem je faerština, která je částečně vzájemně srozumitelná s islandštinou. Kolem 80 % obyvatel se hlásí k církvi Faerských ostrovů. 
Sága o Faerských ostrovech (Føroyingasøga) a Dicuilovy spisy kladou počáteční severské osídlení na počátek 9. století, přičemž jako první stálý osadník je zaznamenán Grímur Kamban. Stejně jako při pozdějším osídlování Islandu byly ostrovy osídleny především Nory a Nory-Gaely, kteří si s sebou přivedli i poddané (tj. otroky nebo nevolníky) galského původu. Zpočátku byly ostrovy spravovány jako nezávislé společenství pod vládou Løgtingu, ale po zavedení křesťanství Sigmundurem Brestissonem se na počátku 11. století dostaly pod norskou nadvládu. Faerské ostrovy následovaly po začlenění Norska do Kalmarské unie v roce 1397 a po jejím rozpadu v roce 1523 přešly de facto pod dánskou nadvládu. Po zavedení luteránství v roce 1538 byla faerština zakázána ve veřejných institucích a na více než tři století zmizela z písemnictví. V roce 1814 byly ostrovy spolu s Grónskem a Islandem na základě Kielské smlouvy formálně postoupeny Dánsku a Løgting byl následně nahrazen dánským soudnictvím. 
Po znovuzavedení Løgtingu a oficiálního faerského pravopisu došlo v první polovině 20. století ke konfliktu o faerský jazyk, kdy byla dánština postupně vytlačena faerštinou jako jazyk církve, veřejného školství a práva. Během druhé světové války byly ostrovy okupovány Brity, kteří se zdrželi řízení vnitřních záležitostí Faerských ostrovů. Inspirováni tímto obdobím relativní samosprávy a vyhlášením Islandu jako republiky v roce 1944 uspořádali ostrované v roce 1946 referendum, v němž se těsnou většinou hlasů vyslovili pro nezávislost. Jeho výsledky byly sice zrušeny dánským králem Kristiánem X., ale následná jednání vedla k tomu, že Faerské ostrovy získaly v roce 1948 tzv. domovské právo.
Faerské ostrovy sice dodnes zůstávají součástí Dánského království, ale mají rozsáhlou autonomii a kontrolují většinu oblastí kromě vojenské obrany, policie, justice a měny, přičemž mají částečnou kontrolu nad zahraničními záležitostmi. Protože Faerské ostrovy nejsou součástí stejného celního prostoru jako Dánsko, mají nezávislou obchodní politiku a mohou uzavírat vlastní obchodní dohody s jinými státy. Ostrovy mají rozsáhlou dvoustrannou dohodu o volném obchodu s Islandem, známou jako Hoyvícká dohoda. V některých sportech mají Faerské ostrovy vlastní národní týmy. V Severské radě a Radě Evropy jsou zastoupeny v rámci dánské delegace. 
Rybářský průmysl na ostrovech tvoří přibližně 90 % jejich vývozu, od roku 2010 se stále více prosazuje cestovní ruch. Faerské ostrovy se v roce 1973 nestaly součástí Evropského hospodářského společenství, ale zachovaly si autonomii nad vlastními rybolovnými vodami; v důsledku toho dnes nejsou součástí Evropské unie. Løgting, i když jeho činnost byla v letech 1816–1852 pozastavena, si činí nárok na to, že je jedním z nejstarších nepřetržitě fungujících parlamentů na světě. 

## Název
Endonymum ostrovů Føroyar, stejně jako české exonymum Faerské ostrovy, pochází ze staroseverského Færeyjar. Druhá složka oyar ('ostrovy') je pozůstatkem ze staré faerštiny; zvukové změny způsobily, že moderní podoba slova je oyggjar. Názvy jednotlivých ostrovů (např. Kalsoy a Suðuroy) si rovněž zachovaly starou podobu. 
Etymologický původ názvu je předmětem sporů. Nejrozšířenější teorie, poprvé doložená v Sáze o Faerských ostrovech (Føroyingasøga), vykládá Færeyjar jako prostou složeninu slov fær („ovce“) a eyjar („ostrovy“), což znamená „ovčí ostrovy“ s odkazem na jejich hojný výskyt na souostroví. Duchovní Peder Clausson a Lucas Debes začali v 16. a 17. století tuto teorii zpochybňovat a tvrdili, že západonorsky mluvící osadníci, jejichž slovo pro ovce bylo sauðr namísto východonorského fær, ji nemohli vytvořit právě z tohoto původu. Debes předpokládal, že mohlo být odvozeno od fjær („daleko“), zatímco Hammershaimb se přikláněl k fara („jít, cestovat“).
Jiní teoretici předpokládali staroirský původ: skotští autoři James Currie a William J. Watson v souvislosti s etymologií sousedních ostrovů Orkneje a Shetlandy navrhli jako možné odvozeniny slova feur („pastvina, vyježděné pole“) a fearann („půda, území“) a tvrdili, že původní keltské doklady z ostrovů to činí pravděpodobnějšími. S tím souhlasil i archeolog Anton Wilhelm Brøgger, který Watsonovu teorii rozvedl a vyslovil domněnku, že Seveřané, kteří se o ostrovech poprvé dozvěděli ze skotských a irských zpráv jako o fearann, mohli jako fonosémantickou shodu vytvořit Færeyjar.

## Historie
Osídlení Faerských ostrovů je doloženo kolem roku 500 n. l., kolem roku 700 byly osídleny irskými mnichy, v 8.–9. století je získali norští Vikingové a posléze byly roku 1035 připojeny k Norsku. V jeho rámci – resp. v rámci dánsko-norské personální unie – se staly roku 1380 součástí Dánska. Dánsku pak ostrovy zůstaly i po odtržení Norska v roce 1814. Od roku 1940, po obsazení Dánska nacistickým Německem, byly obsazeny Velkou Británií. Okupace trvala až do roku 1945, kdy Britové ostrovy vrátili Dánům. Od roku 1948 disponují Faerské ostrovy poměrně rozsáhlou vnitřní autonomií.

### Dávná historie
Archeologické studie z roku 2021 nalezly důkazy o osídlení ostrovů ještě před příchodem severských osadníků a odhalily spálená zrna domestikovaného ječmene a rašelinový popel uložený ve dvou fázích: První je datována mezi polovinou 4. a polovinou 6. století a druhá mezi koncem 6. a koncem 8. století. Vědci také nalezli DNA ovcí v sedimentech na dně jezera datovaných před rokem 500. Ječmen a ovce museli na ostrovy přivézt lidé; vzhledem k tomu, že Seveřané začali používat plachty až kolem roku 750, je nepravděpodobné, že by se na Faerské ostrovy dostali dříve, což vedlo k závěru studie, že osadníci pocházeli spíše ze Skotska nebo Irska.
Tato zjištění se shodují s historickými zprávami ze stejného období: archeolog Mike Church poznamenal, že irský mnich Dicuil ve svém díle De mensura orbis terrae („O míře světů země“) popsal skupinu ostrovů severně od Skotska, které měly velmi podobný charakter jako Faerské ostrovy. V tomto textu Dicuil popisuje „skupinu malých ostrovů (...) Téměř všechny (...) oddělené úzkými vodními úseky“, která byla „od počátku věků vždy pustá“ a dříve ji téměř sto let obývali heremitae ex nostra Scotia („poustevníci z naší země Irska/Skotska“), než je vytlačil příchod severských „pirátů“.   Church tvrdil, že se pravděpodobně jednalo o eremitské Papary, kteří ve stejném období podobně sídlili v některých částech Islandu a Skotska. Stejné souvislosti vyvodili z Dicuilových spisů i spisovatelé jako Brøgger a Peter Andreas Munch, který tvrdil, že tito Paparové byli také těmi, kdo na ostrovy přivezli ovce. Příběh o cestě irského světce Brendana, jednoho z Dicuilových současníků, z devátého století podrobně popisuje jeho návštěvu nejmenované severní skupiny ostrovů; také se tvrdí, že jde o Faerské ostrovy, i když ne tak přesvědčivě. Některá toponyma v okolí ostrovů odkazují na Papary a Iry, například Paparøkur u Vestmanny a Papurshílsur u Saksunu. Vestmanna sama je zkratkou pro Vestmannahøvn („přístav Vestmen“). Náhrobky na hřbitově na Skúvoy ukazují na možný galský původ nebo vliv.
Staroseversky mluvící osadníci přišli na počátku 9. století a jejich staroseverský dialekt se později vyvinul v moderní faerštinu. Řada osadníků byli Norové-Gaelové, kteří nepřišli přímo ze Skandinávie, ale spíše ze severských komunit, které se rozkládaly v Irském moři, na Severních ostrovech a Vnějších Hebridách ve Skotsku, včetně Shetland a Orknejí. Tito osadníci s sebou přinesli také otroky gaelského původu a tato příměs se dnes odráží v genetické výbavě faerštiny a mnoha výpůjčkách ze staroirštiny.  Tradiční irský název ostrovů, Na Scigirí, pravděpodobně pochází z Eyja-Skeggjar („Ostrovní vousy“), což byla přezdívka obyvatel ostrovů.Podle ságy o Faerských ostrovech (Føroyingasøga) mnohé z norských osadníků podnítil zejména nesouhlas s vládou Haralda I. Krásnovlasého, jehož vláda byla také považována za podnět k osídlení Islandu.
Datum založení Løgtingu není historicky doloženo. Ze ság však vyplývá, že v polovině 10. století, kdy se podrobně líčí právní spor mezi náčelníky Havgrímurem a Einarem Suðuroyingurem, který vyústil ve vyhnanství Eldjárna Kambhøttura, se jednalo o dobře zavedenou instituci.
Křesťanství na ostrovy zavedl na přelomu 10. a 11. století náčelník Sigmundur Brestisson, kterého jako dospělého pokřtil tehdejší norský král Olaf I. Tryggvason, a jehož mise za účelem zavedení křesťanství byla součástí většího plánu na ovládnutí ostrovů jménem norské koruny. Křesťanství sice dorazilo ve stejné době jako na Island, ale tento proces se setkal s mnohem většími konflikty a násilím a byl definován zejména Sigmundurovým konfliktem s konkurenčním náčelníkem Tróndurem í Gøtem, z nichž druhý byl obrácen pod hrozbou stětí. Ačkoli jejich konflikt vyústil v Sigmundurovu vraždu, po Tróndurově smrti v roce 1035 se ostrovy pevně dostaly pod norskou nadvládu.

### Od 14. století

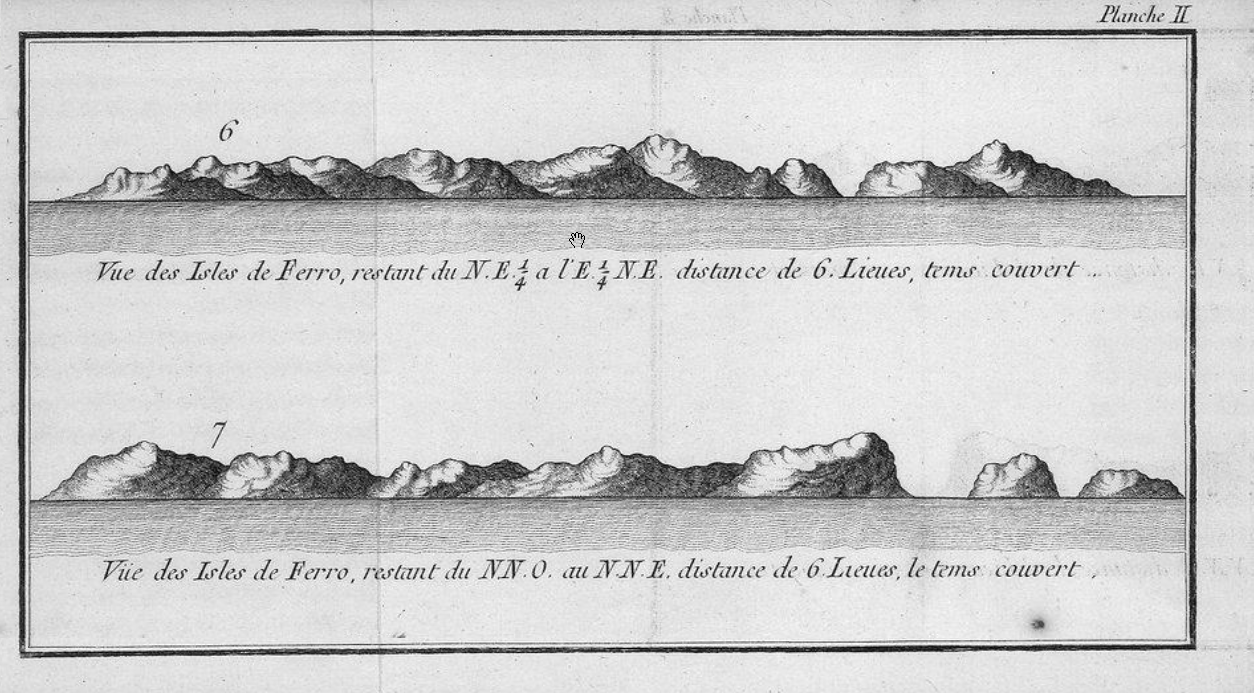
Faerské ostrovy, jak je viděl bretonský mořeplavec Yves-Joseph de Kerguelen-Trémarec v roce 1767

Faerské ostrovy sice formálně zůstaly norským majetkem až do roku 1814, ale po sloučení Norska s Kalmarskou unií v roce 1397 se ostrovy postupně dostaly pod faktickou dánskou kontrolu. Když v roce 1538 dorazila na Faerské ostrovy protestantská reformace, byla faerština zakázána i ve školách, církvích a v úřední dokumentaci; faerština tak zůstala až do 19. století výhradně mluveným jazykem. Po napoleonských válkách byla unie mezi Dánskem a Norskem v roce 1814 rozpuštěna Kielskou smlouvou; zatímco Norsko připadlo švédské koruně, Dánsko si ponechalo v držení norská území v severním Atlantiku, k nimž patřily Faerské ostrovy spolu s Grónskem a Islandem. Krátce poté si Dánsko vymohlo kontrolu a začalo omezovat autonomii ostrovů. V roce 1816 byly Faerské ostrovy obnoveny jako hrabství (amt) v rámci Dánského království: Løgting, který fungoval nepřetržitě téměř tisíc let, byl rozpuštěn a nahrazen dánským soudnictvím a funkce løgmaðura (zákonodárce) byla rovněž nahrazena Dánskem jmenovaným amtmandem (obdoba generálního guvernéra).
V rámci své merkantilistické hospodářské politiky si Dánsko udržovalo monopol na obchod s Faerskými ostrovy a zakazovalo Faerským ostrovům obchodovat s jinými zeměmi. Obchodní monopol na Faerských ostrovech byl nakonec zrušen v roce 1856, poté se oblast vyvinula v moderní ekonomiku založenou na rybolovu s vlastní rybářskou flotilou. V roce 1846 Faerské ostrovy konečně získaly formální politické zastoupení, když jim byla přidělena dvě místa v dánském parlamentu, Rigsdagu; samotný Løgting byl obnoven jako poradní orgán amtmanda v roce 1852.

### Národní hnutí
Oficiální faerský pravopis poprvé zavedl v roce 1846 luteránský ministr a lingvista Venceslaus Ulricus Hammershaimb, čímž se jazyk po 300 letech existence pouze v ústní podobě vrátil do tisku. S návratem spisovné faerštiny do veřejného prostoru po více než 300 letech se ve faerské společnosti prosadil nacionalismus: všeobecně se soudí, že moderní faerské národní hnutí začalo vánočním setkáním v roce 1888, které se konalo za účelem „diskuse o tom, jak bránit faerský jazyk a faerské tradice“. Z tohoto setkání vzešli dva nejvýznamnější představitelé hnutí: Jóannes Patursson a Rasmus Effersøe.
Hnutí se zpočátku zabývalo výhradně statusem faerského jazyka, ale s příchodem faerského jazykového konfliktu na počátku 20. století brzy získalo politický rozměr. 
Obě strany konfliktu reprezentovaly vůbec první politické strany v zemi: Strana unie (Sambandsflokkurin), založená v roce 1906, která podporovala faerskou literaturu, ale byla proti jejímu používání ve školství, a Strana samosprávy (Sjálvstýrisflokkurin), která usilovala o zavedení faerštiny jako úředního jazyka ve všech veřejných sférách a navíc požadovala větší politickou autonomii ostrovů. Faerština postupně zvítězila; zákony a protokoly Løgtingu byly od roku 1927 psány ve faerštině, v roce 1938 se ve školách přešlo na faerštinu jako vyučovací jazyk a v následujícím roce byla faerština plně schválena jako církevní jazyk. Konečně v roce 1944 získala faerština stejné postavení jako dánština v soudním řízení.

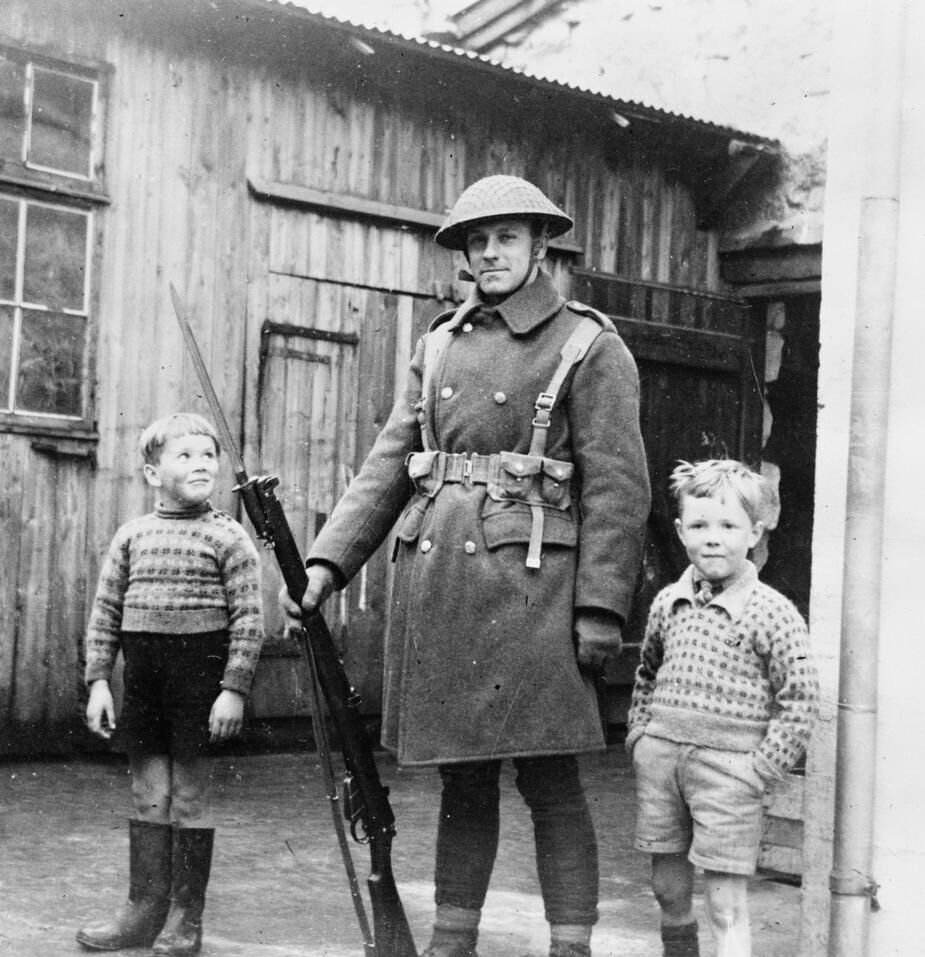
Britský voják s místními dětmi v Tórshavnu

V prvním roce druhé světové války, 12. dubna 1940, obsadila britská vojska Faerské ostrovy v rámci operace Valentine. Nacistické Německo napadlo Dánsko a 9. dubna 1940 zahájilo invazi do Norska v rámci operace Weserübung. V letech 1942–1943 vybudovali britští královští ženisté pod vedením podplukovníka Williama Lawa první a jediné letiště (nepočítaje heliporty) na Faerských ostrovech, letiště Vágar. Britové se zdrželi řízení vnitřních záležitostí Faerských ostrovů a ostrovy se během války staly fakticky samosprávnými. Po skončení války a odchodu britské armády sloužilo toto období, stejně jako vyhlášení Islandu republikou v roce 1944, mnoha obyvatelům Faerských ostrovů jako precedens a vzor. 

### Po druhé světové válce
Løgting uspořádal 14. září 1946 referendum o nezávislosti, v němž se pro nezávislost vyslovila velmi těsná většina hlasů: 50,7 % hlasovalo pro a 49,3 % proti; rozdíl činil pouhých 161 hlasů. Løgting následně 18. září 1946 vyhlásil nezávislost; tuto deklaraci Dánsko 20. září zrušilo s odůvodněním, že počet neplatných hlasů (481) je vyšší než těsný rozdíl hlasů pro, což činí výsledek neplatným. V důsledku toho dánský král Kristián X. nařídil, aby byl 24. září faerský Løgting rozpuštěn a v listopadu téhož roku se konaly nové volby. Faerské parlamentní volby v roce 1946 přinesly většinu hlasů stranám, které byly proti nezávislosti: po vleklých jednáních Dánsko 30. března 1948 udělilo Faerským ostrovům domovské právo. Tato dohoda poskytla ostrovům vysoký stupeň autonomie a faerština se konečně stala úředním jazykem ve všech veřejných sférách.
V roce 1973 se Faerské ostrovy odmítly připojit ke členství Dánska v Evropském hospodářském společenství, a proto dnes nejsou součástí Evropské unie (ačkoliv obyvatelé Faerských ostrovů jsou jako dánští občané stále považováni za občany této unie). Po zhroucení rybářského průmyslu na počátku 90. let 20. století se Faerské ostrovy potýkaly se značnými hospodářskými problémy.

## Symboly
Faerské ostrovy, závislé území Dánského království, užívá vedle dánských symbolů i své vlastní.

### Vlajka
Vlajka Faerských ostrovů má obrácené barvy dánské vlajky, tedy červený skandinávský kříž na bílém listu. Kříž je ale modře lemovaný.

### Znak
Znak Faerských ostrovů je tvořen stříbrným beranem (faersky Veðrur) se zlatými kopyty a rohy na modrém štítu.

### Hymna
Hymna Faerských ostrovů je píseň Tú alfagra land mítt, oficiálně nazývána Mítt alfagra land (česky Ty, moje nejkrásnější země). Autorem textu je Símun av Skarði, hudbu složil Peter Alberg.

## Geografie

Topografická mapa Faerských ostrovů

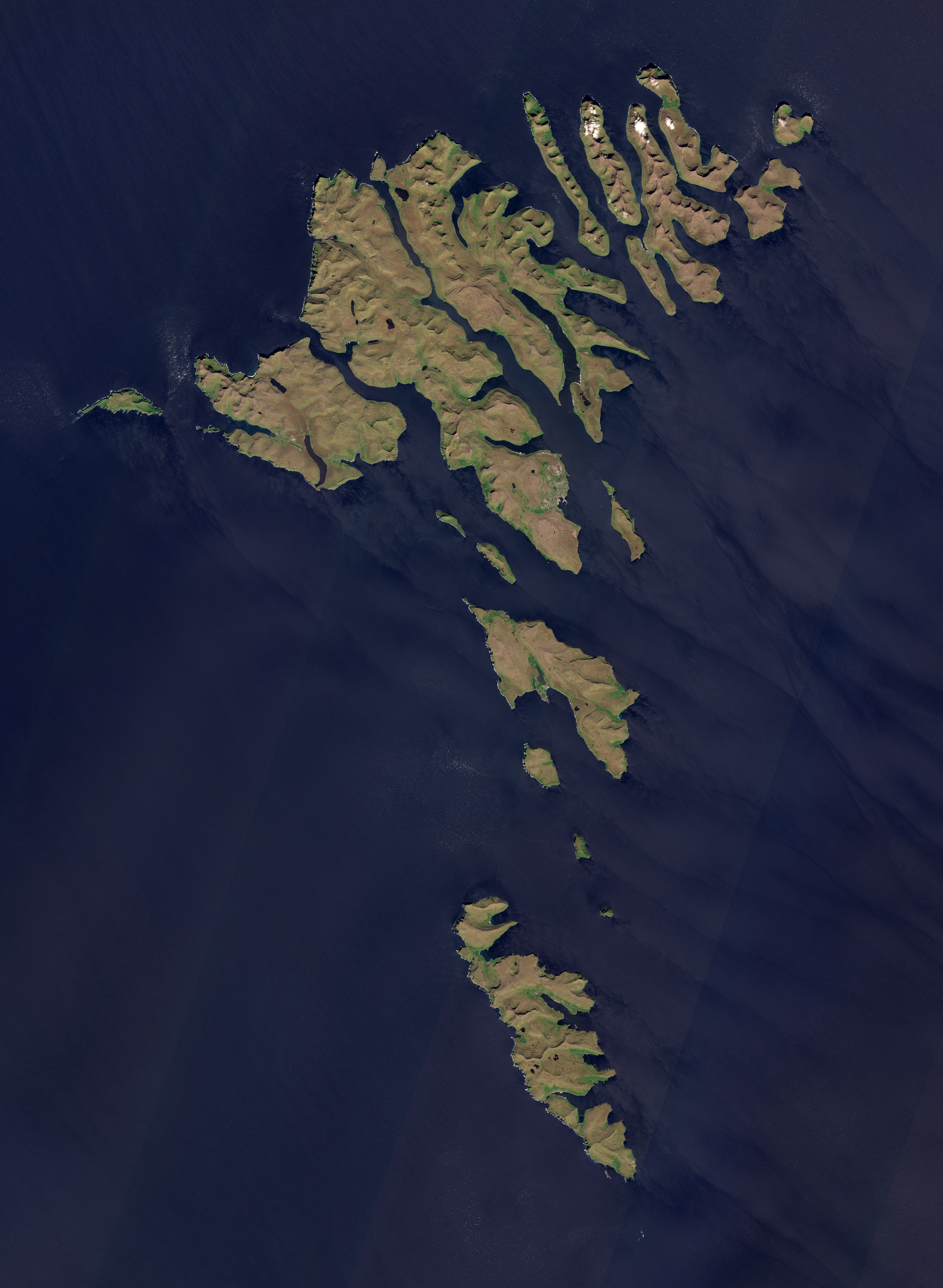
Satelitní snímek souostroví

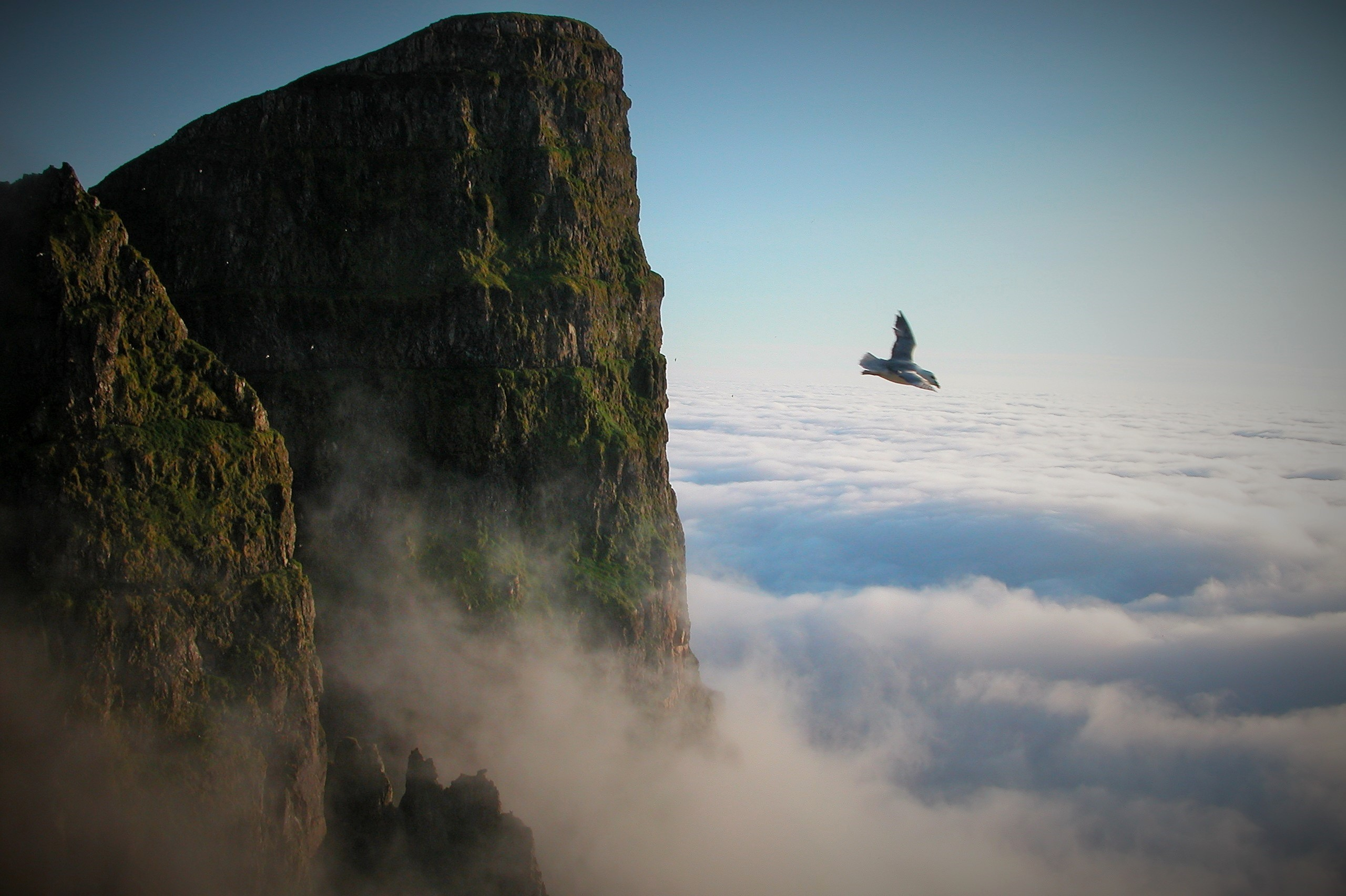
Beinisvørð na západním pobřeží ostrova Suðuroy

Faerské ostrovy leží na 62° severní šířky a 7° západní délky v severním Atlantiku mezi Skotskem (s Hebridami na jihu, Shetlandami a Orknejemi na jihovýchodě), Norskem na východě a Islandem na severozápadě. Ještě severněji leží norský ostrov Jan Mayen v Severním ledovém oceánu.
Vzdálenost Faerských ostrovů od:
- Rona (neobydlený ostrov), Skotsko: 260 km
- Shetland (Foula), Skotsko: 285 km
- Orknejí (Westray), Skotsko: 300 km
- Skotska (pevnina): 320 km
- Islandu: 450 km
- Norska: 580 km
- Irska: 670 km
- Dánska: 990 km

Souostroví s 18 ostrovy (nad 0,75 km²), 11 ostrůvky (nad 0,75 ha) a asi 750 skalisky má rozlohu 1396 km². Faerské ostrovy vytvářejí na jihu špičatý trojúhelník a jsou 118 km dlouhé od mysu Enniberg na severu po Sumbiarsteinur na jihu a 75 km široké od Mykineshólmuru na západě po Fugloy na východě. Členité pobřeží, které často kolmo vystupuje z moře, má celkovou délku 1289 km. Průměrná nadmořská výška souostroví je 300 metrů nad mořem. Nejvyšším bodem je Slættaratindur v severní části ostrova Eysturoy, vysoký 880 m n. m. Za jasného počasí lze z něj vidět všechny ostrovy. Mys Enniberg je nejvyšší útes na světě (754 metrů), který se tyčí kolmo z moře. Na Zemi je sice několik vyšších útesů, ty však nejsou svislé.
Na ostrovech se nacházejí jen malá jezera a krátké vodní toky. Jediným významným neobydleným ostrovem je Lítla Dímun. Faerské ostrovy jsou tvořeny přibližně šest kilometrů silnou vrstvou převážně čedičové lávy, která byla v období paleogénu (starší třetihory) součástí velké severoatlantské vyvřelinové provincie. Tato láva vyvřela během otevírání Severního Atlantiku, které začalo asi před 60 miliony let, a dnešní Faerské ostrovy byly tehdy připojeny ke Grónsku. Pod lávou se nachází asi 30 km neidentifikované starobylé kontinentální kůry.
Žádný bod na Faerských ostrovech není od moře vzdálen více než pět kilometrů. Téměř všechna sídla na Faerských ostrovech se nacházejí v chráněných přírodních přístavech, fjordech a zátokách. Údolí a náhorní plošiny jsou často bažinaté a zemi protíná mnoho malých i velkých potoků, které často kaskádovitě stékají do údolí nebo přímo do moře. 

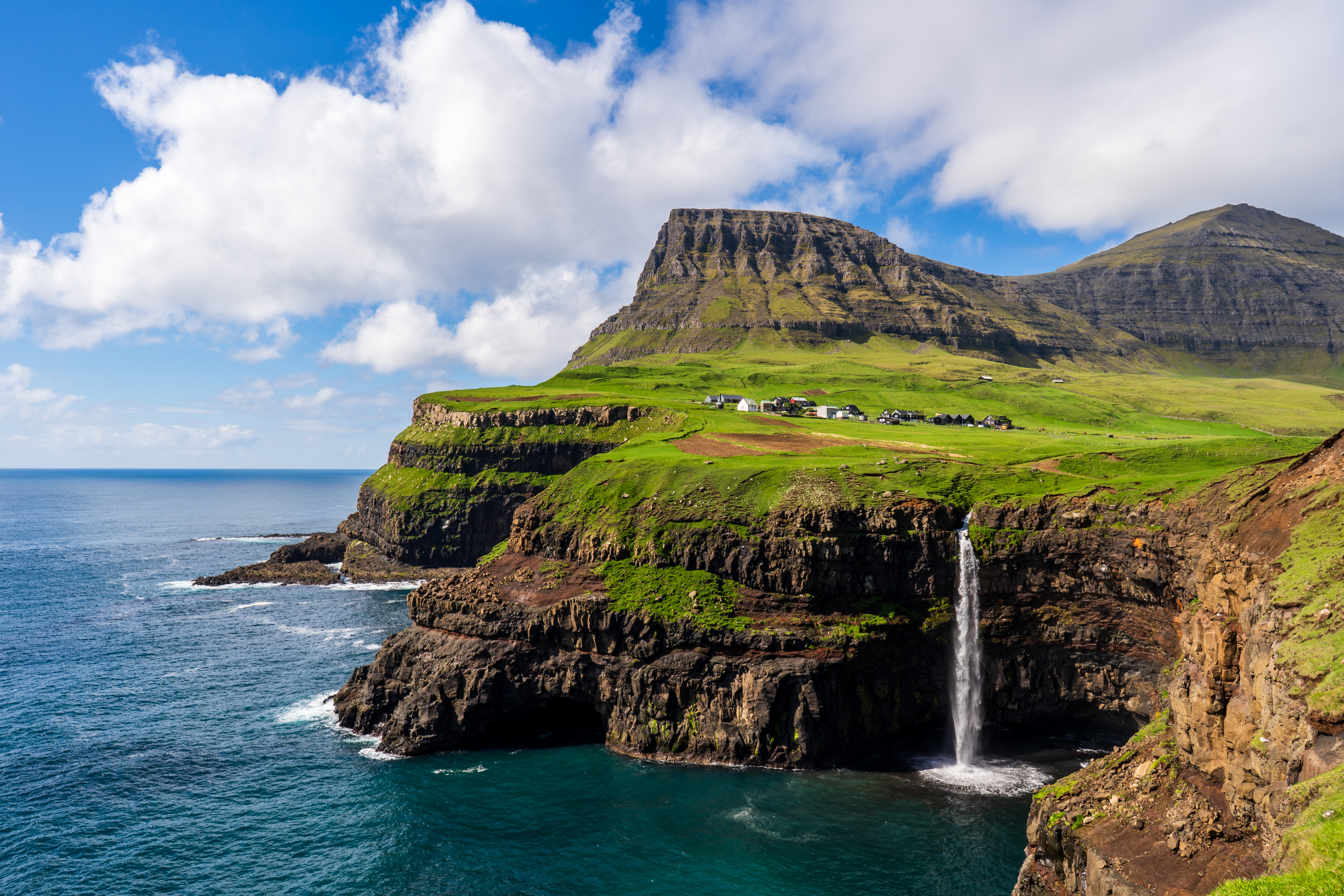
ves Gásadalur
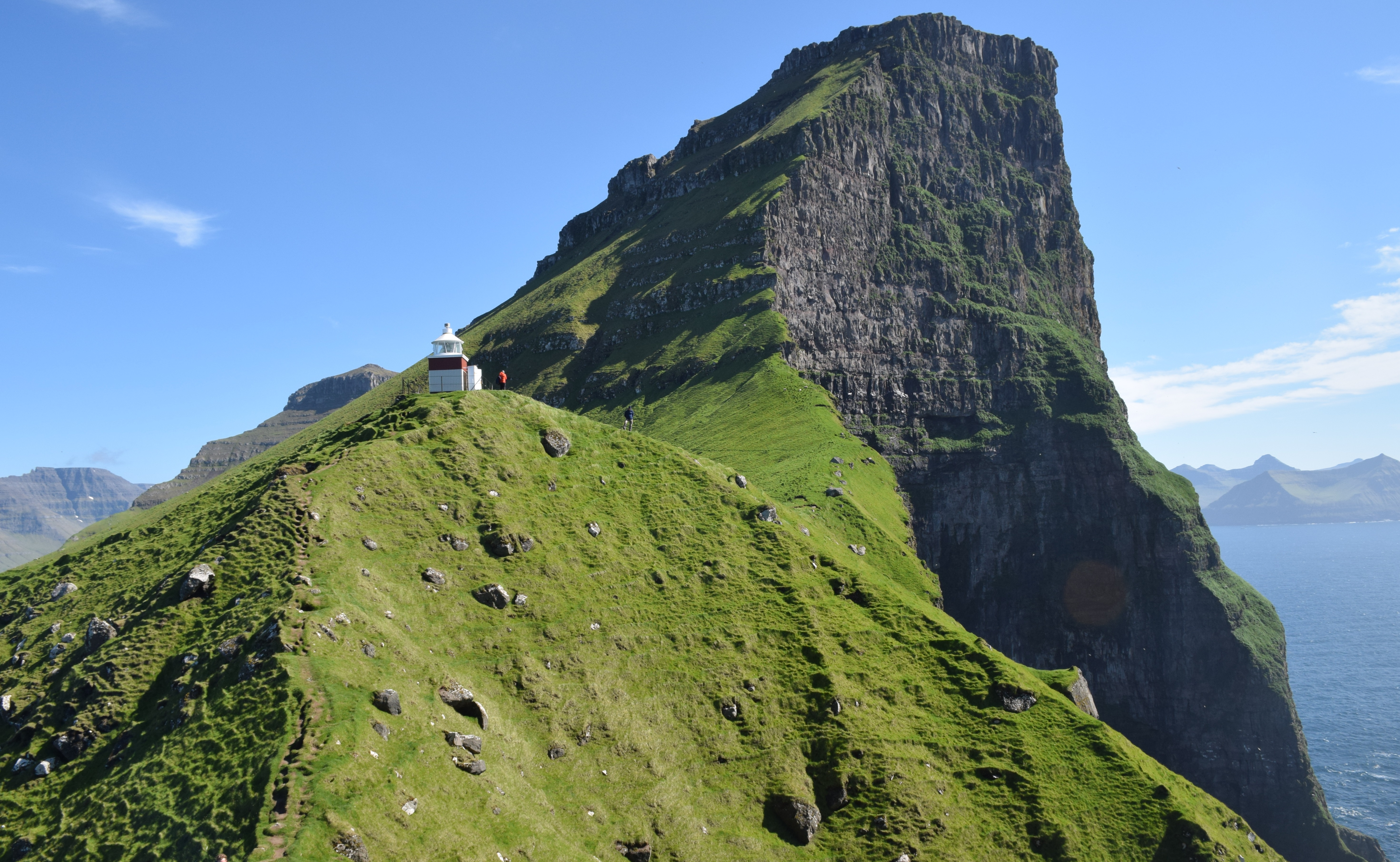
Kallurin na Kalsoy
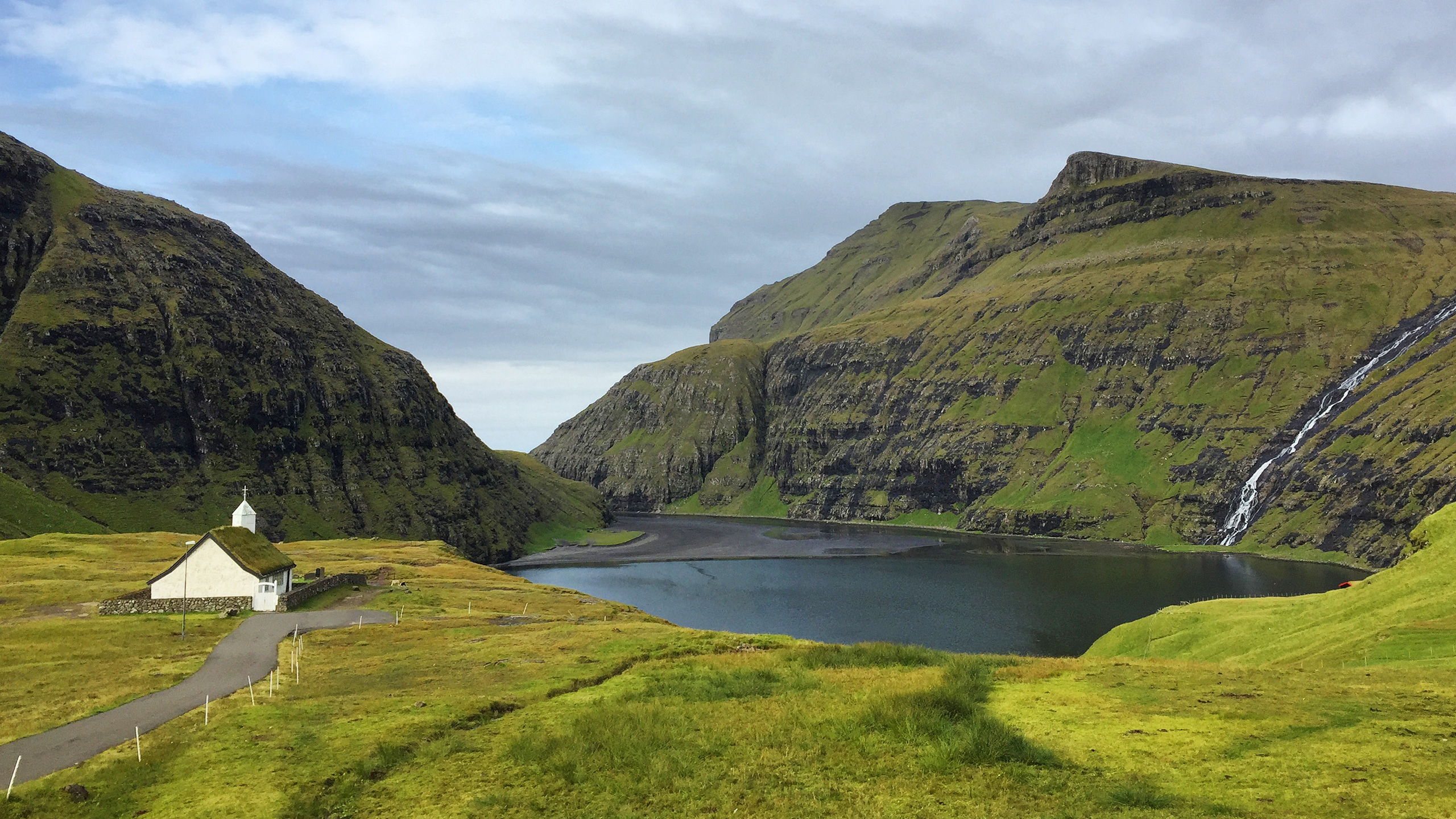
Lagunen v Saksunu
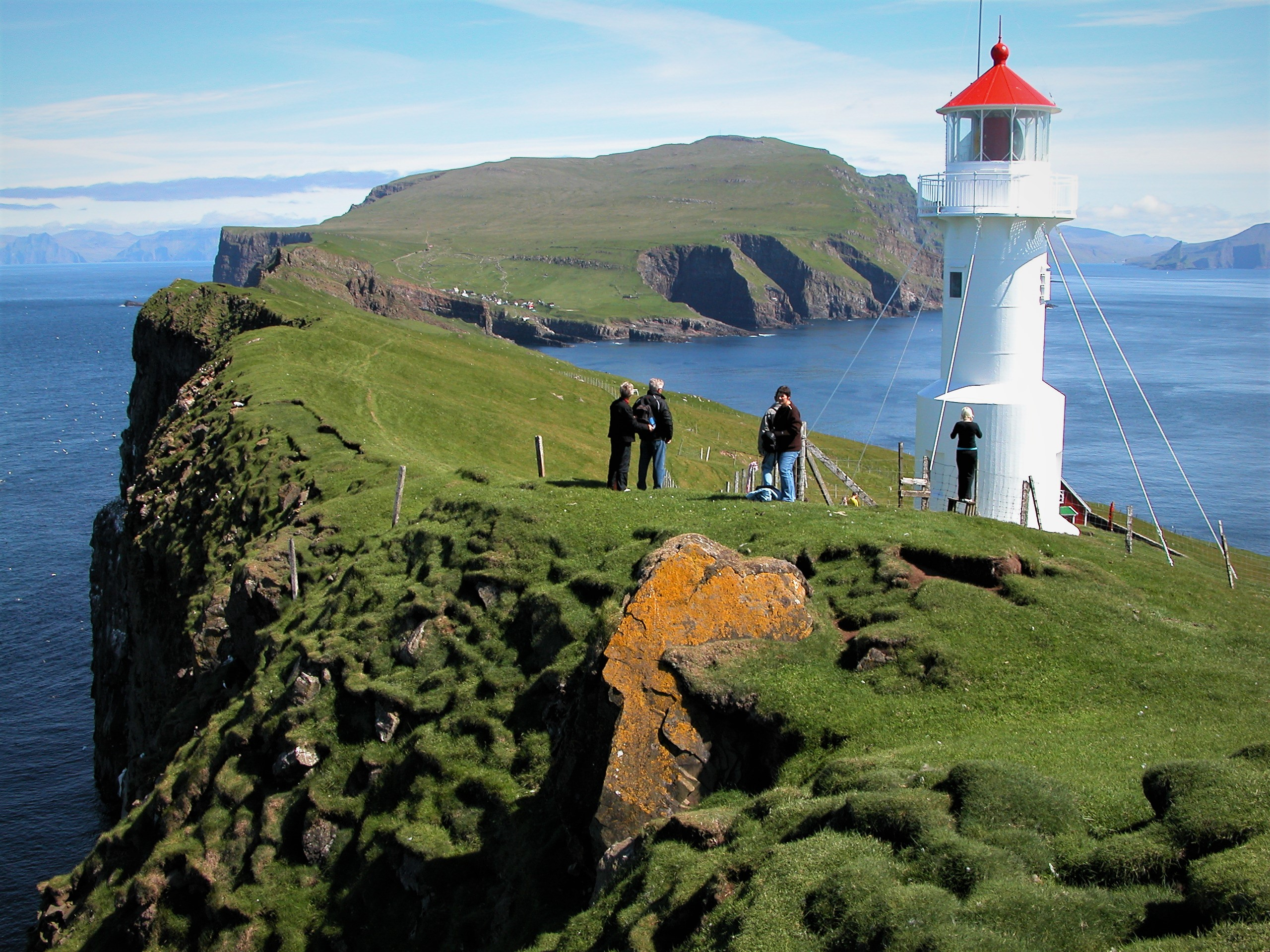
Mykineshólmur

### Geologie
Faerské ostrovy jsou sopečného původu a vznikly v období třetihor. Jejich stáří je přibližně 60 milionů let, jsou tedy asi třikrát starší než Island. Tuto dobu připomíná jediný termální pramen Varmakelda. Ostrovy jsou tvořeny čedičem, který se v charakteristických vrstvách střídá s měkčími vrstvami tufů. Mezi vznikem spodních a středních čedičových vrstev byla dlouhá přestávka, během níž se zde usadila bohatá vegetace. Obnovená sopečná činnost tuto flóru zničila. U vesnice Hvalba se nacházejí ložiska uhlí, která pocházejí z bývalých lesů. V Tvøroyri a Mykines se nacházejí sloupcovité čediče.
Během doby ledové ve čtvrtohorách byly Faerské ostrovy zcela pokryty silnými ledovci, což vedlo k dnešní podobě ostrovů s jejich fjordy, hvozdy a údolími.

### Podnebí

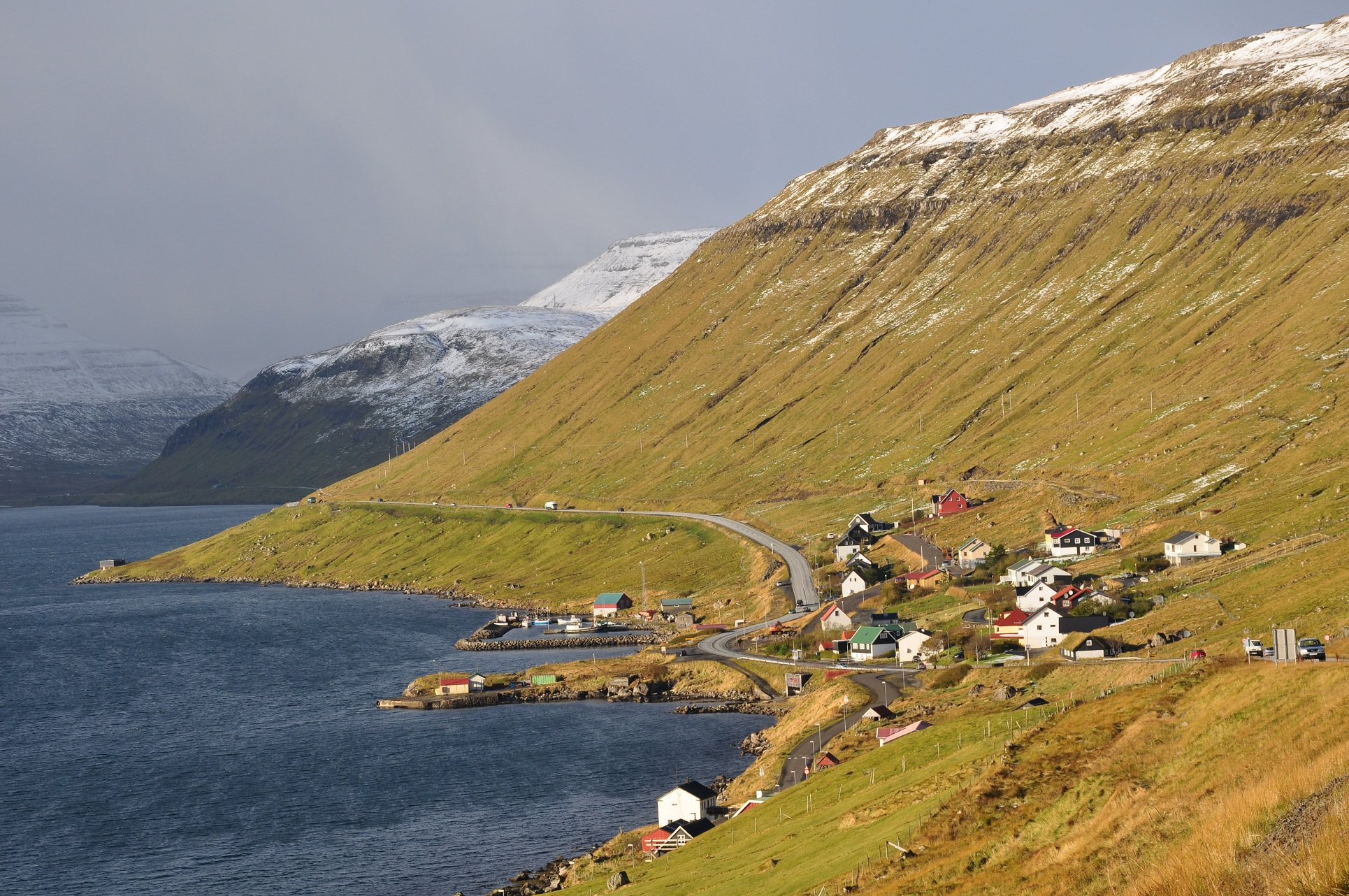
Vesnice Skipanes na ostrově Eysturoy s odlišným počasím opodál

Podle Köppenovy klasifikace se podnebí na Faerských ostrovech řadí k subpolárnímu oceánskému klimatu (Cfc), v některých oblastech, zejména v horách, se vyskytuje tundrové klima, i když v některých pobřežních nebo nízko položených oblastech může být klima tundrové s velmi mírnou zimou. Celkový charakter podnebí na ostrovech je ovlivněn silným oteplovacím vlivem Atlantského oceánu, který vytváří Severoatlantský proud. To spolu se vzdáleností jakéhokoli zdroje teplého nebo studeného proudění vzduchu způsobeného pevninou zajišťuje, že zimy jsou mírné (průměrná teplota 3 až 4 °C), zatímco léta jsou chladná (průměrná teplota 9,5 až 11,2 °C).
Na ostrovech je po celý rok větrno, oblačno a chladno, v průměru je panuje 210 deštivých nebo sněhových dnů za rok. Ostrovy leží na cestě depresí pohybujících se severovýchodním směrem, což umožňuje silný vítr a vydatné deště ve všech ročních obdobích. Slunečné dny jsou vzácné a zatažené dny běžné.  

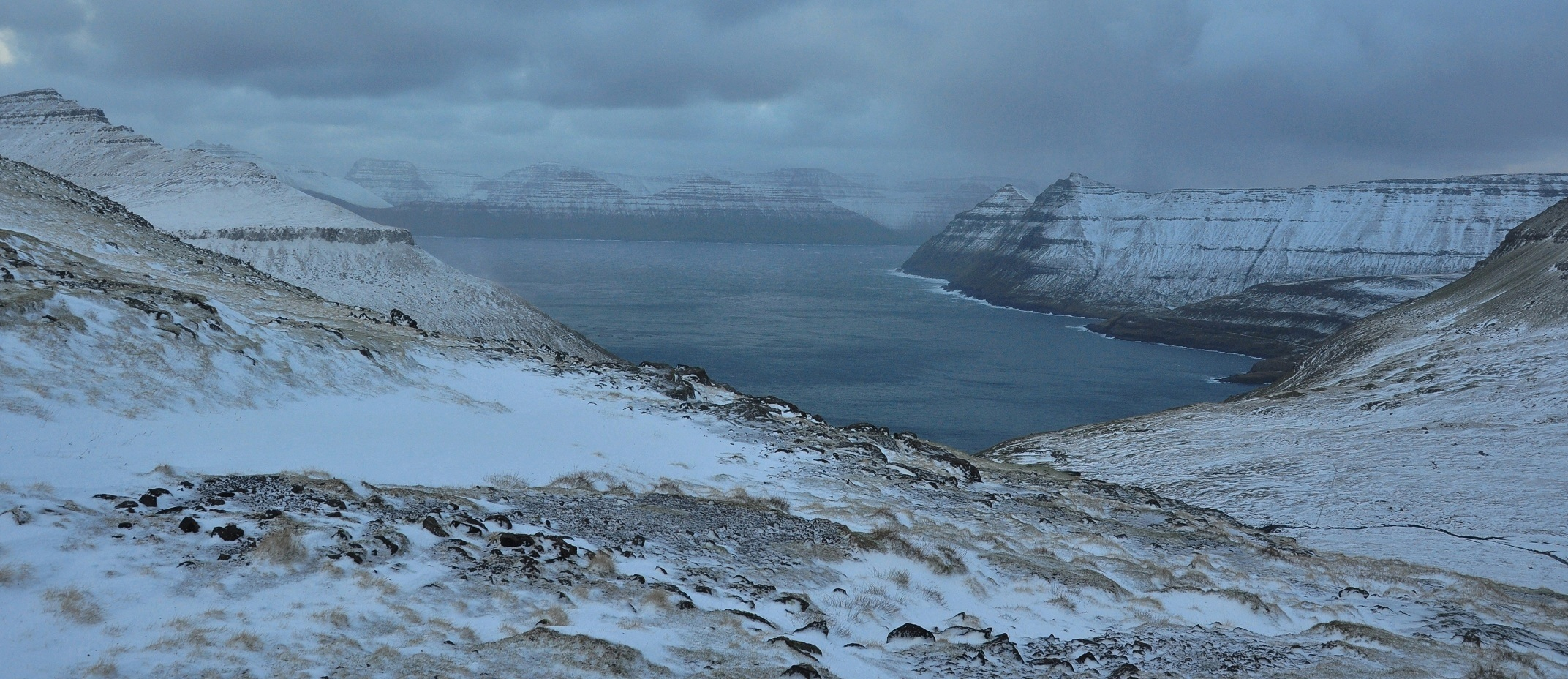
Říjnový večer na ostrově Eysturoy

Podnebí se i na malých vzdálenostech značně liší v důsledku nadmořské výšky, mořských proudů, topografie a větrů. Také srážky se na celém souostroví značně liší. V některých vyšších polohách může sněhová pokrývka ležet i několik měsíců a sněhové srážky jsou možné po většinu roku (na nejvyšších vrcholech není letní sněžení nijak vzácné), zatímco v některých chráněných pobřežních lokalitách se bez sněhové pokrývky obejdou i několik let. V Tórshavnu se mrazy vyskytují častěji než v jiných oblastech jen kousek na jih. Sníh se zde také vyskytuje mnohem častěji než na odlehlých ostrovech v okolí. V oblasti se ročně vyskytne v průměru 49 mrazivých dní.
Meteorologická data se na Faerských ostrovech začala sbírat v roce 1867, zimní záznamy se začaly zaznamenávat v roce 1891 a nejteplejší zima byla v letech 2016–17 s průměrnou teplotou 6,1 °C.

### Flora

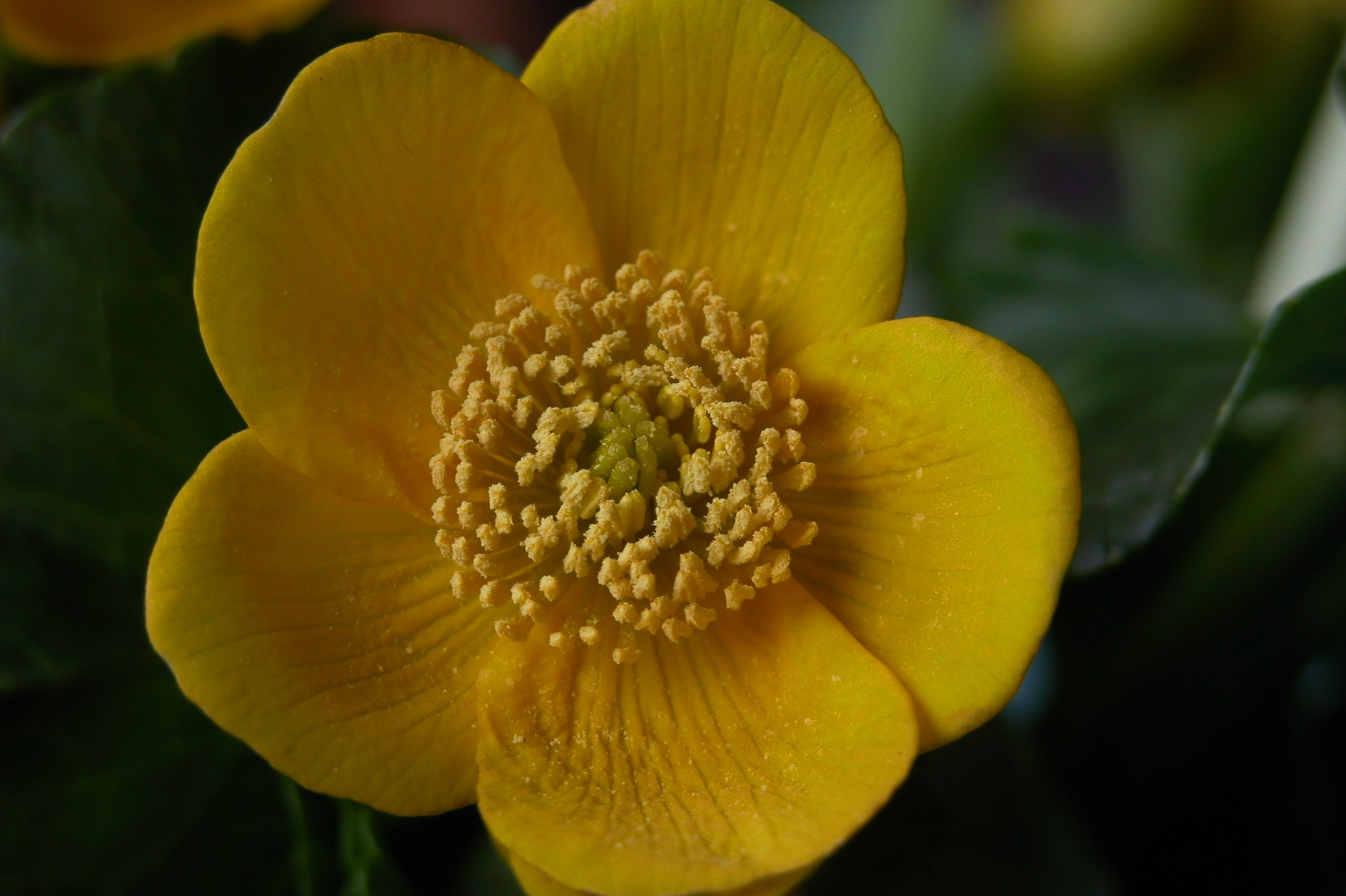
Oficiální národní květinou souostroví je Sólja (domorodý název pro blatouch bahenní)

Faerské ostrovy patří do ekoregionu Faerské boreální pastviny. V přirozené vegetaci Faerských ostrovů převládají arkto-alpínské rostliny, polní květiny, trávy, mechy a lišejníky. Většinu nížinné oblasti tvoří pastviny a část jsou vřesoviště, kde převládají keřovité vřesy, hlavně vřes obecný. Z bylinné flóry se na Faerských ostrovech vyskytuje kosmopolitní pcháč bahenní.
Ačkoli se často tvrdí, že ostrovy jsou přirozeně bezlesé, několik druhů stromů, mezi nimiž keřovité vrby (Salix), jalovce (Juniperus) a zakrslé břízy, kolonizovalo ostrov po době ledové, ale později vymizelo – zřejmě v důsledku vlivu pastvy, možná zhoršeného posunem k relativně vlhčím chladnějším klimatickým podmínkám přibližně ve stejné době. Do oblasti byl úspěšně zavlečen omezený počet druhů dřevin, zejména dřevin z oblasti magellanských lesů v Chile. Jsou v nich podmínky  podobné jako na Faerských ostrovech, s chladnými léty a téměř nepřetržitými subpolárními větry. Na ostrovy byly z Ohňové země úspěšně introdukovány následující druhy: rozpylec lékařský, pabuk jižní, pabuky Nothofagus pumilio a Nothofagus betuloides. Nečilský druh, který byl introdukován, je topol chlupatoplodý.

### Fauna

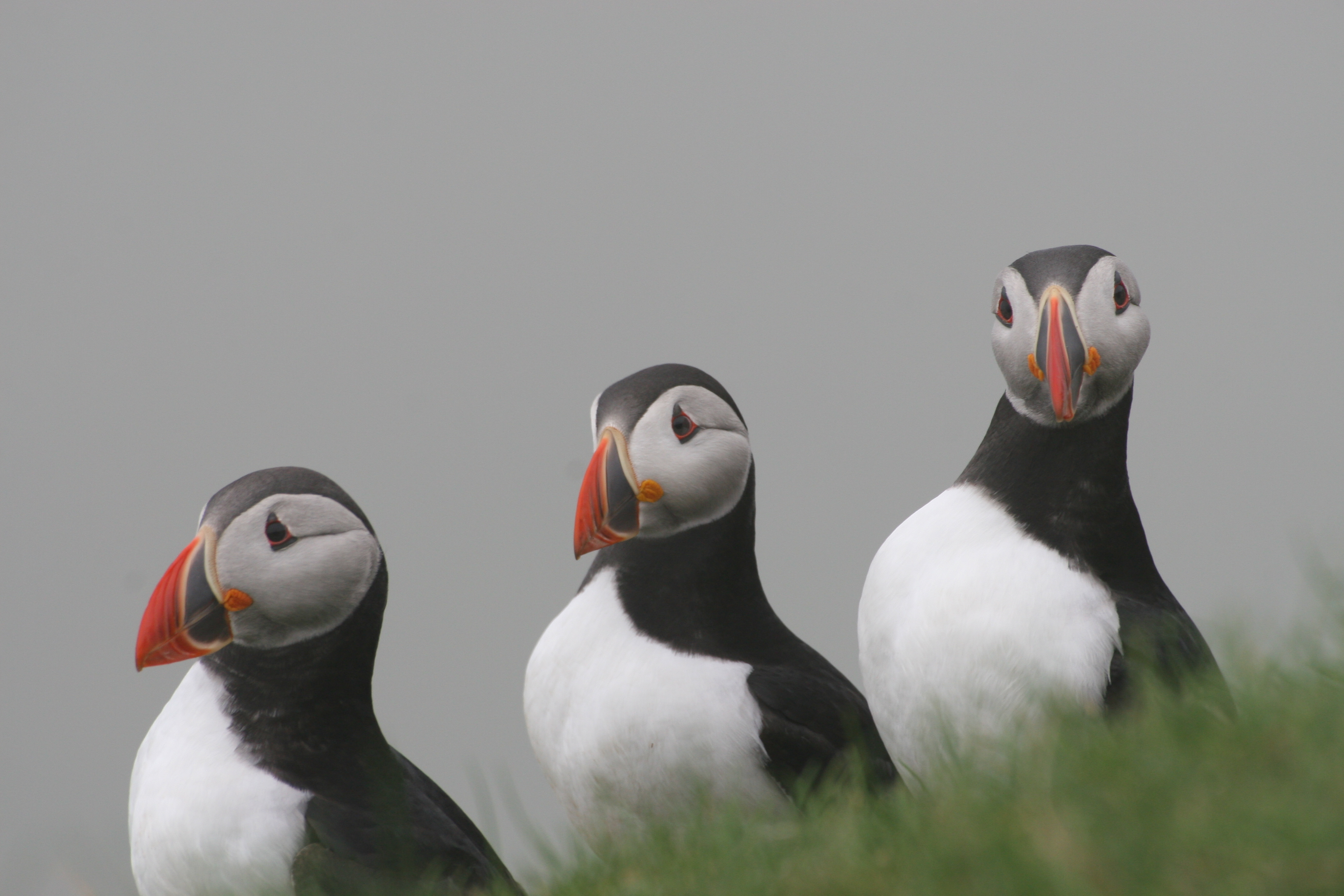
Papuchalkové severní jsou velmi běžní a tvoří součástí místní kuchyně

Ptačí fauně Faerských ostrovů dominují mořští ptáci a ptáci přitahovaní otevřenou krajinou, například vřesem, pravděpodobně kvůli nedostatku lesů a jiných vhodných stanovišť. U mnoha druhů se vyvinuly speciální faerské poddruhy, jako je např. kajka mořská, špaček obecný, střízlík obecný a alkoun obecný. Faerským endemitem byla barevná morfa krkavce velkého, ale nyní již vyhynula; celočerná forma je na souostroví stále poměrně rozšířená. 
Na Faerských ostrovech se dnes vyskytuje pouze několik druhů volně žijících suchozemských savců, které sem přivezl člověk. Na ostrovech se dnes daří třem druhům: zajíci běláku, potkanu a myši domácí. Kromě nich zde žije místní domácí plemeno ovcí, faerská ovce (vyobrazená na znaku ostrovů), a kdysi zde žila i odrůda zdivočených ovcí, která na nejmenším faerském ostrově, Lítla Dímun, přežívala až do poloviny 19. století.

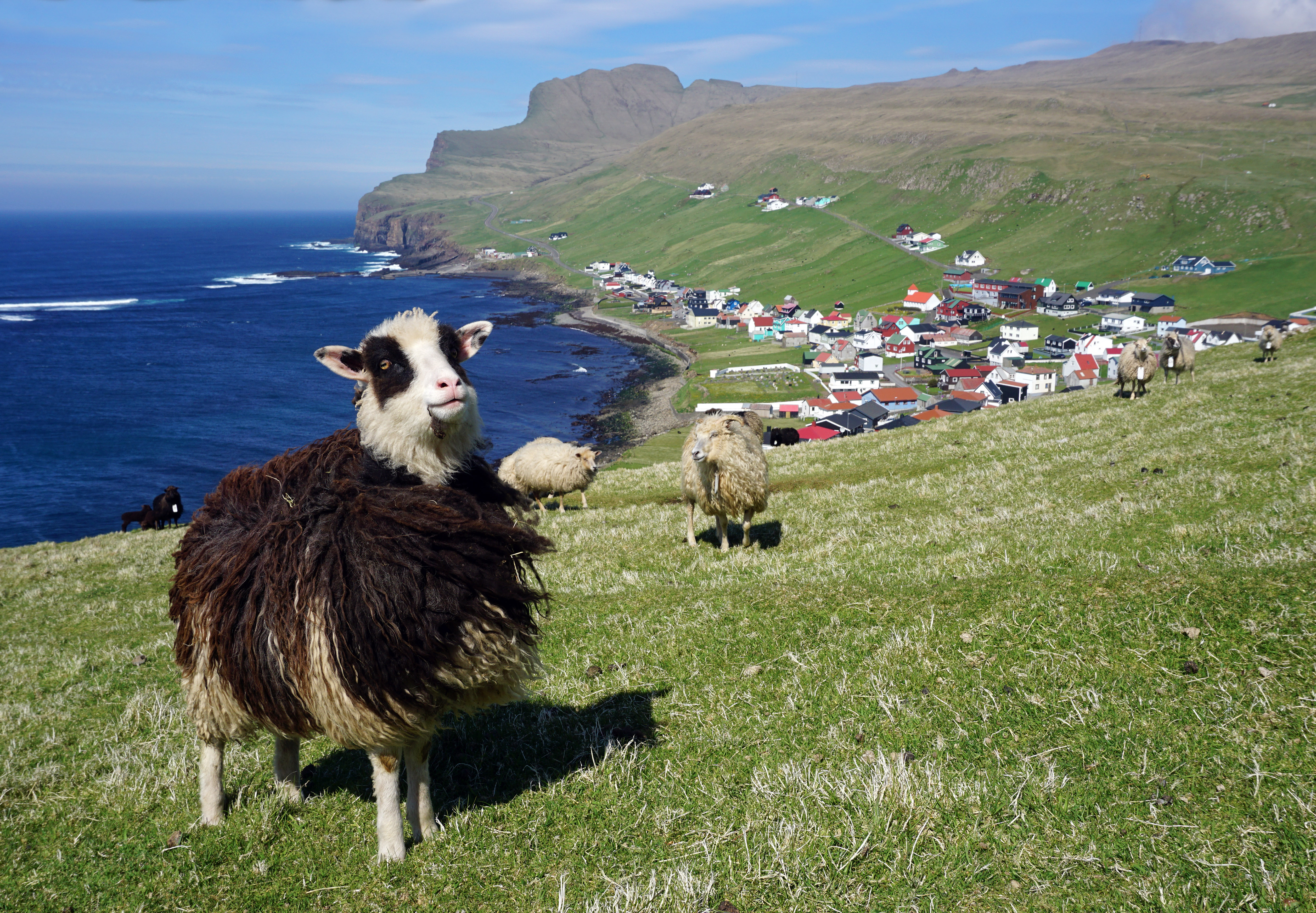
Faerské ovce s městem Sumba v pozadí

Kolem pobřeží, daleko od lidských obydlí, se běžně vyskytují tuleni kuželozubí, ve vodách kolem Faerských ostrovů žije několik druhů kytovců. Nejznámější jsou plejtváci dlouhoploutví (keporkak), které ostrované stále loví podle dlouholeté místní tradice. Pravidelnými návštěvníky v okolí ostrovů jsou kosatky.
Domácí zvířata na Faerských ostrovech jsou výsledkem 1200 let izolovaného chovu. V důsledku toho se mnoho domácích zvířat na ostrovech nevyskytuje nikde jinde na světě. Mezi faerská domácí plemena patří faerský poník, faerská kráva, faerská ovce, faerská husa a faerská kachna.

## Politika a správa
Faerské ostrovy jsou samosprávnou zemí pod vnější svrchovaností Dánského království, které tvoří samotné Dánsko a Grónsko. Faerská vláda má výkonnou moc v záležitostech místní správy. Předseda vlády se nazývá Løgmaður („vrchní soudce“) a vykonává funkci předsedy vlády a šéfa faerské vlády. Každý další člen vlády se nazývá ministr faerské vlády (landsstýrismaður/ráðharri, pokud je muž, landsstýriskvinna/ráðfrú, pokud je žena). Faerský parlament – Løgting („Zákonný Thing“) – pochází z počátků osídlení a vedle islandského Althingu a manského Tynwaldu se považuje za jeden z nejdéle fungujících parlamentů na světě. V současné době má parlament 33 členů.

Tinganes v Tórshavnu, sídlo části faerské vlády

Volby se konají na obecní a celostátní úrovni, navíc se volí dva členové Folketingu, jednokomorového dánského parlamentu. Do roku 2007 existovalo sedm volebních obvodů, které byly zrušeny ve prospěch jediného celostátního obvodu. 
Za obranu Faerských ostrovů odpovídá dánská vláda. 

### Administrativní dělení
Administrativně jsou ostrovy rozděleny do 29 obcí (kommunur), v jejichž rámci se nachází přibližně 120 sídel.
Na souostroví existuje také šest tradičních sýslur: Norðoyar, Eysturoy, Streymoy, Vágar, Sandoy a Suðuroy. Ačkoli tento termín již nemá žádný právní význam, stále se běžně používá k označení zeměpisné oblasti. V dřívějších dobách měla každá sýslur své vlastní shromáždění, tzv. várting („jarní shromáždění“).   

### Vztah s Dánskem
Faerské ostrovy jsou pod norsko-dánskou kontrolou od roku 1388. Kielská smlouva z roku 1814 ukončila dánsko-norskou unii a Norsko přešlo pod vládu švédského krále, zatímco Faerské ostrovy, Island a Grónsko zůstaly dánským majetkem. Odedávna měly Faerské ostrovy parlament (Løgting), který byl v roce 1816 zrušen a Faerské ostrovy měly být spravovány jako obyčejný dánský amt (kraj) amtmandem v čele. V roce 1851 byl Løgting obnoven, ale až do roku 1948 sloužil především jako poradní orgán.

Na ostrovech vzniklo pozoruhodné hnutí za nezávislost, které v posledních desetiletích zaznamenalo nárůst podpory obyvatelstva. Na konci druhé světové války se část obyvatelstva vyslovila pro nezávislost na Dánsku a v září 1946 se konalo referendum o nezávislosti v otázce odtržení. Jednalo se o konzultativní referendum, parlament nebyl povinen řídit se hlasováním lidu. Bylo to poprvé, kdy byli obyvatelé Faerských ostrovů dotázáni, zda jsou pro nezávislost, nebo zda chtějí zůstat v rámci Dánského království. 

Královna Markéta II. při návštěvě Váguru v roce 2005

Výsledkem hlasování byla jen mírná většina hlasů pro odtržení. Předseda Løgtingu spolu s většinou zahájil proces osamostatnění. Menšina Løgtingu na protest odešla, protože považovala tyto kroky za nezákonné. Jeden z poslanců parlamentu, Jákup í Jákupsstovu, byl za to, že se přidal k většině Løgtingu, vyobcován vlastní sociálnědemokratickou stranou.
Předseda Løgtingu vyhlásil 18. září 1946 nezávislost Faerských ostrovů.
Dne 25. září 1946 oznámil dánský prefekt Løgtingu, že král odmítnutím většinového hlasování rozpustil parlament a nařídil nové volby.
O několik měsíců později se konaly parlamentní volby, v nichž politické strany, které se vyslovily pro setrvání v dánském království, zvýšily svůj podíl hlasů a vytvořily koalici. Na jejím základě se rozhodly odmítnout odtržení. Místo toho bylo dosaženo kompromisu a Folketing přijal zákon o domovském právu, který vstoupil v platnost v roce 1948. Tím byl ukončen status Faerských ostrovů jako dánského amt; Faerské ostrovy získaly vysoký stupeň samosprávy, podporovaný finanční subvencí z Dánska na kompenzaci výdajů, které ostrovy mají na dánské služby.
Na protest proti novému domovskému zákonu byla založena strana Republika (Tjóðveldi).
K roku 2021 jsou obyvatelé ostrovů rovnoměrně rozděleni mezi zastánce nezávislosti a ty, kteří dávají přednost tomu, aby i nadále zůstali součástí Dánského království. V obou táborech existuje široká škála názorů. Z těch, kteří jsou pro nezávislost, jsou někteří pro okamžité jednostranné vyhlášení nezávislosti. Jiní považují nezávislost za něco, čeho je třeba dosáhnout postupně a s plným souhlasem dánské vlády a dánského národa. V táboře zastánců unie mnozí předpokládají a vítají postupné zvyšování autonomie i při zachování pevných vazeb na Dánsko. 
Byly učiněny dva pokusy o vypracování samostatné faerské ústavy. Poprvé to bylo v roce 2011, kdy ji tehdejší premiér Lars Løkke Rasmussen odsoudil jako neslučitelnou s dánskou ústavou a prohlásil, že pokud Faerské ostrovy chtějí v tomto kroku pokračovat, musí vyhlásit nezávislost. Druhý pokus se uskutečnil v roce 2015, kdy se setkal s podobnou kritikou a nakonec byl bez hlasování stažen.

### Vztah k Evropské unii
Jak výslovně uvádějí obě smlouvy o Evropské unii, Faerské ostrovy nejsou součástí Evropské unie. Pokud jde o mezinárodní obchod, Faerské ostrovy nejsou s EU sdruženy; například když na sebe EU a Rusko v roce 2014 uvalily vzájemné obchodní sankce kvůli válce na Donbase, Faerské ostrovy začaly do Ruska vyvážet značné množství čerstvých lososů a navíc protokol ke smlouvě o přistoupení Dánska k Evropským společenstvím stanoví, že dánští státní příslušníci pobývající na Faerských ostrovech nejsou považováni za dánské státní příslušníky ve smyslu smluv. Dánové žijící na Faerských ostrovech tedy nejsou občany Evropské unie (ačkoli ostatní občané EU, kteří zde žijí, zůstávají občany EU). 
Na Faerské ostrovy se nevztahuje Schengenská smlouva, ale při cestování mezi Faerskými ostrovy a jakoukoli schengenskou zemí se neprovádějí žádné hraniční kontroly (Faerské ostrovy jsou od roku 1966 součástí Severské pasové unie a od roku 2001 se v rámci Schengenské dohody neprovádějí žádné trvalé hraniční kontroly mezi severskými zeměmi a zbytkem schengenského prostoru).

### Vztahy s mezinárodními organizacemi
Faerské ostrovy nejsou zcela nezávislé, ale mají politické vztahy přímo s jinými zeměmi prostřednictvím dohody s Dánskem. Ostrovy jsou však jsou členem některých mezinárodních organizací, jako by byly nezávislou zemí. Faerské ostrovy mají přidružené členství v Severské radě, ale vyjádřily přání stát se plnoprávnými členy.
Faerské ostrovy jsou členem několika mezinárodních sportovních federací, například UEFA, FIFA ve fotbale a World Aquatics v plavání a Evropské házenkářské federace v házené, a mají vlastní národní týmy. Mají také vlastní telefonní předvolbu země +298, internetovou doménu nejvyšší úrovně .fo, bankovní kód FO a vlastní systém poštovních směrovacích čísel. 

## Obyvatelstvo
K únoru 2025 žilo na Faerských ostrovech 54 741 obyvatel, z toho 28 514 mužů a 26 227 žen. Kvůli migraci je zde tedy nedostatek žen, a to přibližně 2 000 (tedy na ostrovech je o 9 % více mužů než žen). Někteří faerští muži se proto oženili se ženami z Filipín a Thajska, s nimiž se seznámili například prostřednictvím internetových seznamek, a zařídili jim emigraci na ostrovy. Tato skupina přibližně tří set žen tvoří největší etnickou menšinu na Faerských ostrovech.
Úhrnná plodnost na Faerských ostrovech patří k nejvyšším v Evropě, v roce 2015 se na jednu ženu narodilo 2,4 dítěte.

Podle sčítání lidu z roku 2011 se ze 48 346 obyvatel Faerských ostrovů (17 441 domácností) 43 135 narodilo na Faerských ostrovech, 3 597 se narodilo jinde v Dánském království (v samotném Dánsku nebo Grónsku) a 1 614 se narodilo mimo Dánské království. Lidé byli dotazováni také na svou národnost, včetně faerské. Děti mladší 15 let nebyly dotazovány na svou národnost. Celkem 97 % respondentů uvedlo, že jsou etničtí Faeřané, což znamená, že mnoho z těch, kteří se narodili v Dánsku nebo Grónsku, se považuje za etnické Faeřany. Zbývající 3 % osob starších 15 let uvedlo, že nejsou Faeřané: 515 z nich bylo z Dánska, 433 z jiných evropských zemí, 147 pocházelo z Asie, 65 z Afriky, 55 z Ameriky a 23 z Ruska.

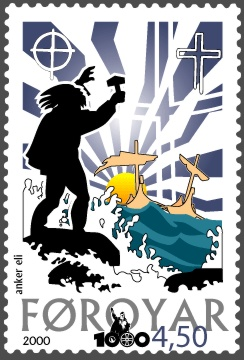
Faerská známka od Ankera Eliho Petersena připomínající příchod křesťanství na ostrovy.

Na počátku 90. let 20. století se Faerské ostrovy dostaly do hluboké hospodářské krize, která vedla k silné emigraci (pokles počtu obyvatel byl mezi lety 1989 a 1995); tento trend se však v následujících letech obrátil a došlo k čisté imigraci a počet obyvatel zase roste. Ta měla podobu výměny obyvatelstva, neboť mladé ženy z Faerských ostrovů odcházejí a jsou nahrazovány asijskými/pacifickými nevěstami. V roce 2011 bylo na Faerských ostrovech o 2 155 mužů více než žen ve věku 0–59 let.
Převážná většina obyvatelstva jsou etničtí Faeřané severského a keltského původu. Nedávné analýzy DNA odhalily, že chromozomy Y, které určují mužský původ, jsou z 87 % skandinávské, zatímco mitochondriální DNA, která určuje ženský původ, je z 84 % keltská.

### Jazyk

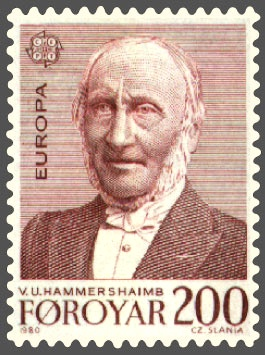
Známka připomínající V. U. Hammershaimba, faerského lingvisty a teologa 19. století.

Jak je stanoveno v § 11 zákona o domovském právu z roku 1948, je faerština hlavním a úředním jazykem země, ačkoli dánština se vyučuje ve školách a faerská vláda ji může používat ve styku s veřejností, přičemž veřejné služby poskytují na požádání překlady dokumentů do dánštiny. Faerština patří do severogermánské jazykové větve a pochází ze staré severštiny, přičemž je nejblíže příbuzná islandštině. Díky své geografické izolaci si zachovala konzervativnější gramatické rysy, které se v dánštině, norštině a švédštině ztratily. Jako jediný jazyk vedle islandštiny a elfdalštiny si zachovala písmeno Ð, které se však na rozdíl od ostatních jazyků nevyslovuje.
Faerský znakový jazyk byl v roce 2017 oficiálně přijat jako národní jazyk.

### Náboženství
Podle Ságy o Faerských ostrovech (Føroyingasøga) přinesl na ostrovy křesťanství Sigmundur Brestisson v roce 999. Archeologické nálezy z naleziště v Toftanes v Leirvíku nazvaného Bønhústoftin (česky „ruina modlitebny“) a více než tucet desek z Ólansgarðuru na malém ostrově Skúvoy, které v hlavním zobrazení obklopují lineární a obrysové kříže, však naznačují, že keltské křesťanství mohlo dorazit nejméně o 150 let dříve. Církevní reformace na Faerských ostrovech byla dokončena 1. ledna 1540. Podle oficiálních statistik z roku 2019 se 79,7 % obyvatel Faerských ostrovů hlásí ke státní církvi, Církvi Faerských ostrovů (Fólkakirkjan), která vyznává určitou formu luteránství. Fólkakirkjan se stala samostatnou církví v roce 2007; dříve byla diecézí v rámci dánské církve. Mezi historicky významné faerské duchovní patří Venceslaus Ulricus Hammershaimb (1819–1909), Fríðrikur Petersen (1853–1917) a snad nejvýznamnější Jákup Dahl (1878–1944), který měl velký vliv na to, aby se v církvi místo dánštiny mluvilo faersky. Účast v církvích je mezi faerskými obyvateli rozšířenější než mezi většinou ostatních Skandinávců.
Koncem 20. let 19. století vzniklo v Anglii křesťanské evangelické náboženské hnutí Plymouthští bratři. V roce 1865 odcestoval ze Shetland na Faerské ostrovy člen tohoto hnutí William Gibson Sloan. Na přelomu 19. a 20. století čítalo faerské Plymouthské bratrstvo třicet členů. Dnes je asi 10 % obyvatel Faerských ostrovů členy společenství Otevřených bratří (Brøðrasamkoman). Asi 3 % patří k charismatickému hnutí. Po ostrovech se nachází několik charismatických církví, z nichž největší s názvem Keldan (Pramen) má asi 200 až 300 členů. Asi 2 % patří k jiným křesťanským skupinám. Adventisté provozují v Tórshavnu soukromou školu. Svědkové Jehovovi mají také čtyři sbory s celkem 121 členy. Římskokatolický sbor má asi 270 členů a spadá pod dánskou římskokatolickou diecézi kodaňskou. V Tórshavnu se nachází stará františkánská škola. 

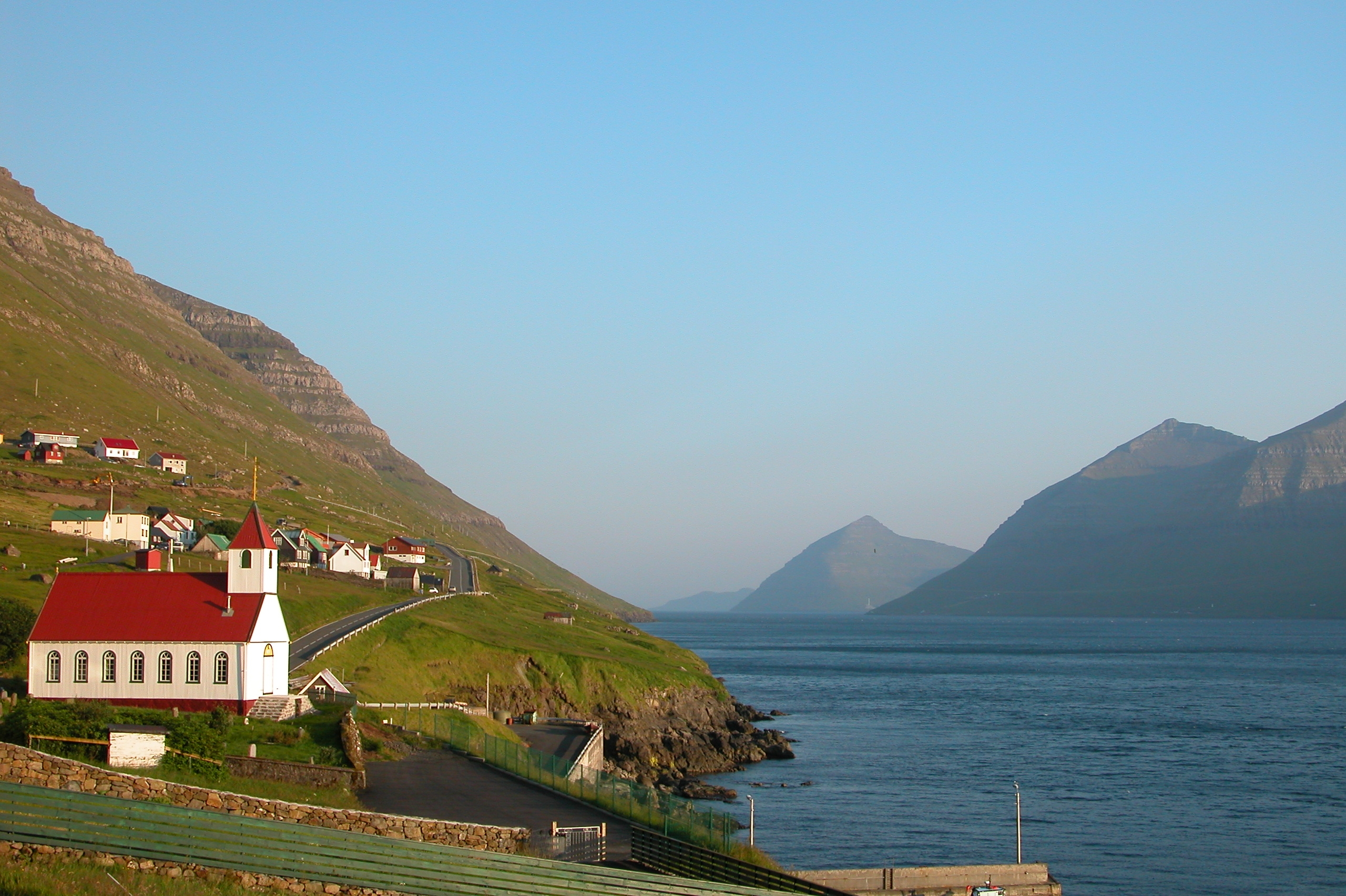
Kostel v Kunoy

Na rozdíl od Dánska, Švédska a Islandu nemají Faerské ostrovy žádnou organizovanou komunitu germánského novopohanství.
Mezi nejznámější církevní stavby na Faerských ostrovech patří katedrála v Tórshavnu, kostel Olafa II. norského a katedrála svatého Magnuse v Kirkjubøuru, Vesturkirkjan a kostel Panny Marie, které se nacházejí v Tórshavnu, kostel ve Fámjinu, osmiboký kostel v Haldórsvíku, Christianskirkjan v Klaksvíku a také dva kostely na obrázku.
V roce 1948 dokončil Victor Danielsen první překlad Bible do faerštiny z různých moderních jazyků. Druhý překlad dokončili Jacob Dahl a Kristian Osvald Viderø (Fólkakirkjan) v roce 1961. Tento byl přeložen z původních biblických jazyků (hebrejštiny a řečtiny) do faerštiny.
Podle sčítání lidu z roku 2011 zde žilo 33 018 křesťanů (95,44 %), 23 muslimů (0,07 %), 7 hinduistů (0,02 %), 66 buddhistů (0,19 %), 12 židů (0,03 %), 13 baháistů (0,04 %), 3 sikhů (0,01 %), 149 ostatních (0,43 %), 85 osob s více než jednou vírou (0,25 %) a 1 397 osob bez vyznání (4,04 %).

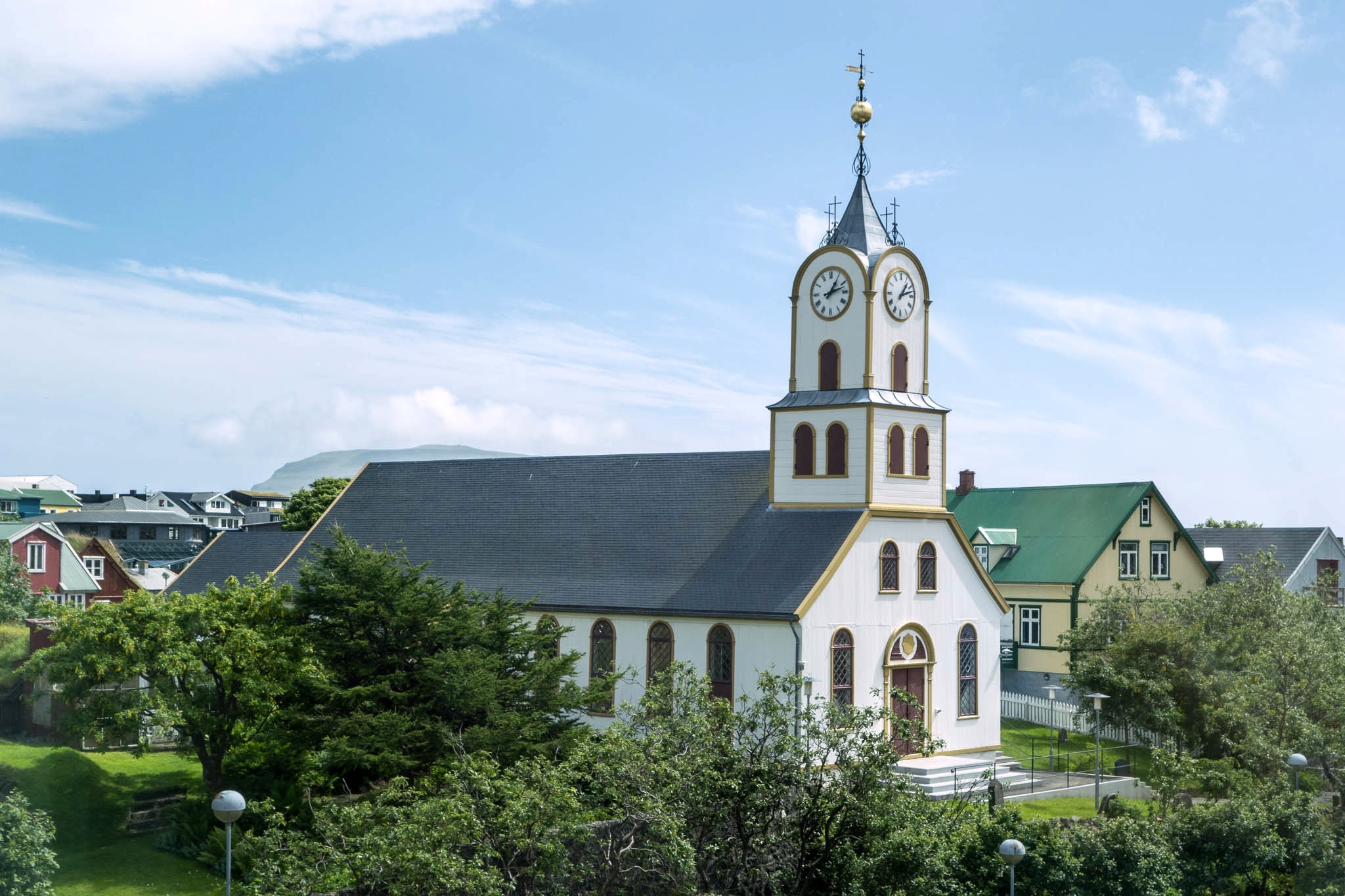
Katedrála v Tórshavnu
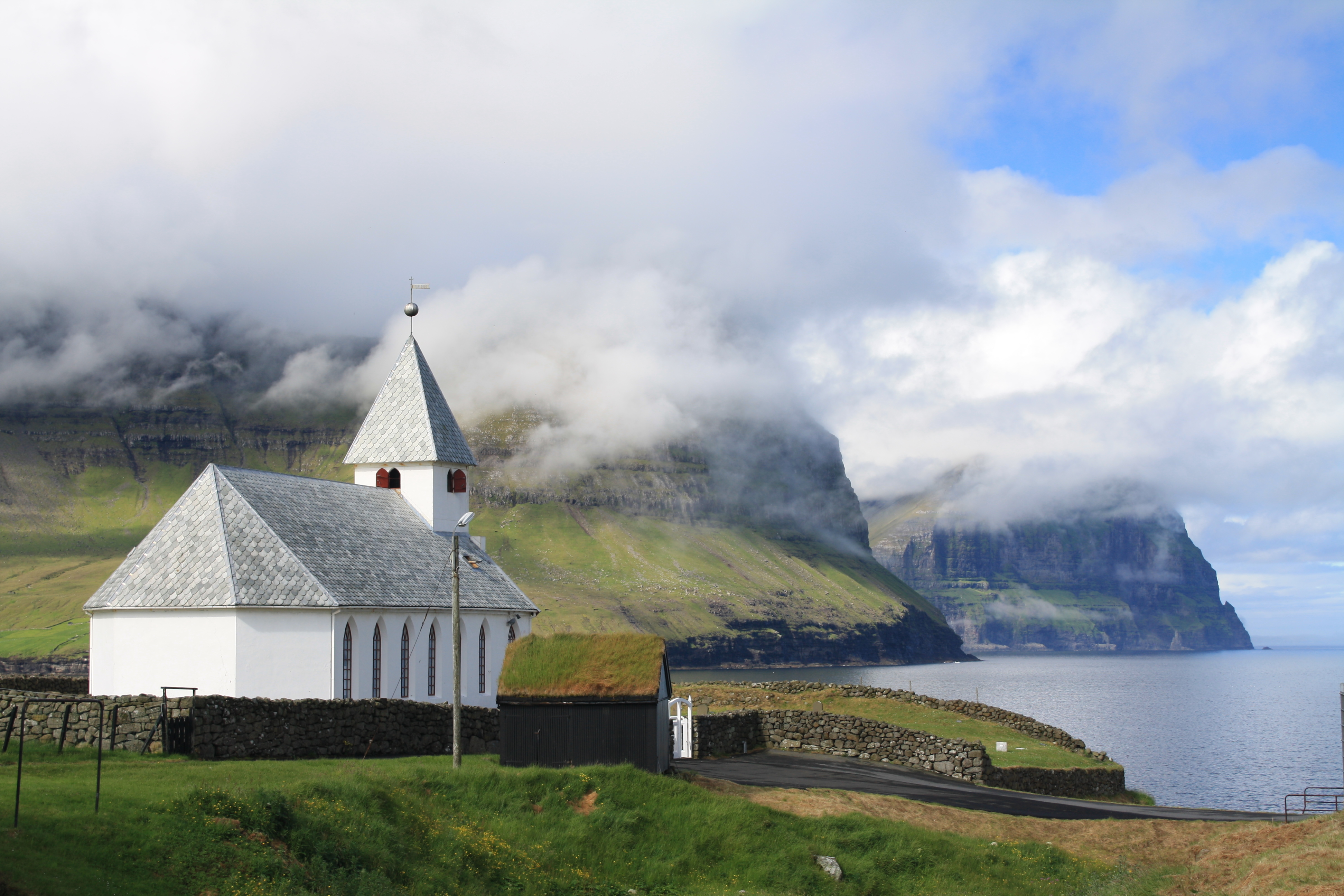
Viðareiðis kirkja s výhledem na vysoké útesy
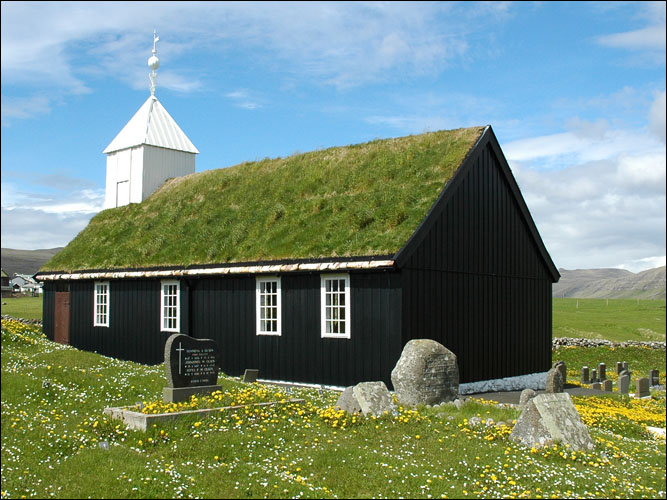
Sands kirkja patří mezi staré dřevěné kostely
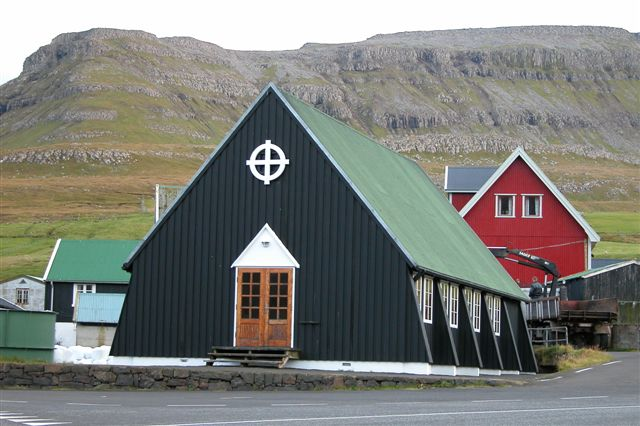
Modlitebna v Ørðavíku

### Vzdělávání
Na Faerských ostrovech probíhá vzdělávání na základních, středních a vysokých školách. Většina institucí je financována státem, soukromých škol je na Faerských ostrovech málo. Vzdělávání je povinné po dobu 9 let ve věku od 7 do 16 let.
Povinné vzdělávání se skládá ze sedmi let základního vzdělávání a dvou let nižšího středního vzdělávání; je veřejné, bezplatné, zajišťované příslušnými obcemi a ve faerštině se nazývá Fólkaskúli. Fólkaskúli poskytuje také nepovinné předškolní vzdělávání a také desátý rok vzdělávání, který je podmínkou pro přijetí do vyššího sekundárního vzdělávání. Žáci, kteří dokončí povinnou školní docházku, mohou pokračovat ve vzdělávání v odborné škole, kde mohou absolvovat odbornou přípravu a vzdělávání zaměřené na konkrétní povolání. Vzhledem k tomu, že rybářský průmysl je důležitou součástí hospodářství Faerských ostrovů, jsou námořní školy důležitou součástí faerského školství. Po ukončení desátého ročníku Fólkaskúli mohou studenti pokračovat ve vyšším středním vzdělávání, které se skládá z několika různých typů škol. Vysokoškolské vzdělání nabízí Univerzita Faerských ostrovů; část faerské mládeže odchází za vysokoškolským vzděláním do zahraničí, především do Dánska. Mezi další formy vzdělávání patří vzdělávání dospělých a hudební školy. Struktura faerského vzdělávacího systému se podobá jeho dánskému protějšku.
Ve 12. století poskytovala na Faerských ostrovech vzdělání katolická církev. Po protestantské reformaci převzala vzdělání dánská národní církev. Moderní vzdělávací instituce začaly fungovat v poslední čtvrtině 19. století a rozvíjely se po celé 20. století. Status faerského jazyka ve školství byl významným problémem po celá desetiletí, dokud nebyl v roce 1938 přijat jako vyučovací jazyk. Zpočátku bylo školství spravováno a regulováno Dánskem, v roce 1979 začala odpovědnost za otázky vzdělávání přecházet na faerské úřady, což bylo dokončeno v roce 2002.
Odpovědnost za vzdělávání na Faerských ostrovech má Ministerstvo školství, výzkumu a kultury, protože Faerské ostrovy jsou součástí Dánského království, je vzdělávání na Faerských ostrovech ovlivňováno a má podobnosti s dánským vzdělávacím systémem; mezi Faerskými ostrovy a Dánskem existuje dohoda o spolupráci v oblasti vzdělávání. V roce 2012 činily veřejné výdaje na vzdělávání 8 % hrubého domácího produktu. Za školní budovy pro vzdělávání dětí ve Fólkaskúlinu od 1. do 9. nebo 10. třídy (7 až 16 let) odpovídají obce. V listopadu 2013 bylo ve školství zaměstnáno 1 615 osob, což představuje 6,8 % z celkového počtu zaměstnanců.  Z 31 270 osob ve věku 25 let a více jich 1 717 (5,5 %) získalo alespoň magisterský nebo doktorský titul, 8 428 (27 %) získalo bakalářský titul nebo diplom, 11 706 (37 %) má ukončené vyšší střední vzdělání, zatímco 9 419 (30 %) má pouze ukončenou základní školu a nemá žádné vyšší vzdělání. Údaje o gramotnosti na Faerských ostrovech nejsou k dispozici, ale CIA Factbook uvádí, že je pravděpodobně stejně vysoká jako v samotném Dánsku, tj. 99 %.
Většinu studentů vyšších středních škol tvoří ženy, i když na vysokých školách tvoří většinu muži. Kromě toho většina mladých Faeřanů, kteří se stěhují za studiem do jiných zemí, jsou ženy. Z 8 535 držitelů bakalářských titulů jich 4 796 (56 %) získalo vzdělání na Faerských ostrovech, 2 724 (32 %) v Dánsku, 543 na Faerských ostrovech i v Dánsku, 94 (1 %) v Norsku, 80 ve Spojeném království a zbytek v jiných zemích. Z 1 719 držitelů magisterských titulů nebo doktorátů jich 1 249 (72 %) získalo vzdělání na Faerských ostrovech. 7 %) získalo vzdělání v Dánsku, 87 (5 %) ve Spojeném království, 86 (5 %) na Faerských ostrovech i v Dánsku, 64 (3,7 %) na Faerských ostrovech, 60 (3,5 %) v Norsku a zbytek v jiných zemích (většinou v Evropské unii a severských zemích). Vzhledem k tomu, že na Faerských ostrovech není žádná lékařská fakulta, musí všichni studenti medicíny studovat v zahraničí; k roku 2013 studovalo z celkového počtu 96 studentů medicíny 76 v Dánsku, 19 v Polsku a 1 v Maďarsku.

## Ekonomika

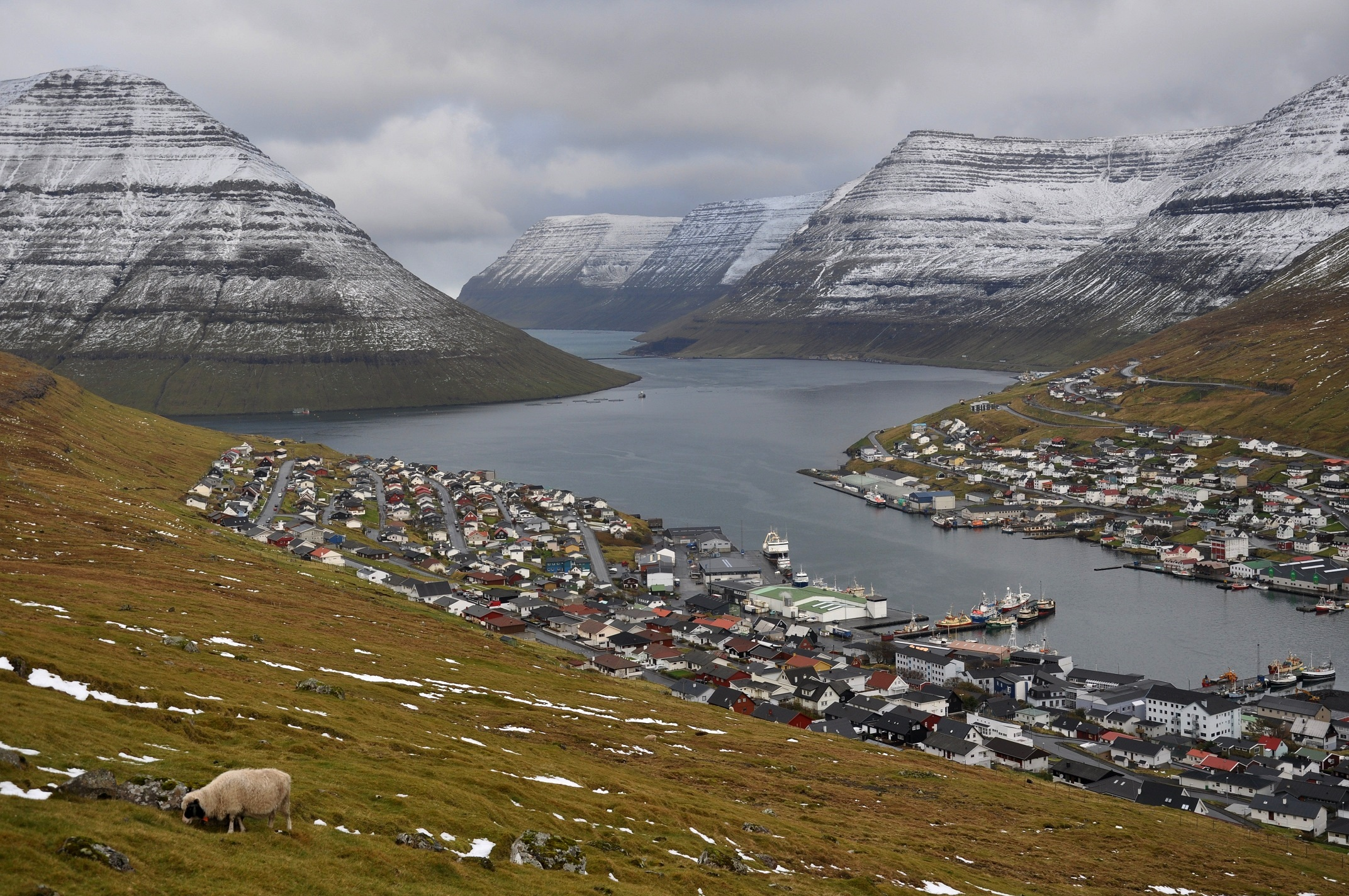
Klaksvík na ostrově Borðoy je druhým největším městem Faerských ostrovů.

Hospodářské potíže způsobené krachem faerského rybářského průmyslu na počátku 90. let 20. století přinesly do poloviny 90. let 20. století vysokou míru nezaměstnanosti, která dosahovala 10 až 15 %. V následujících letech nezaměstnanost klesla na přibližně 6 % na konci roku 1998. Do června 2008 se nezaměstnanost snížila na 1,1 %, poté na počátku roku 2009 vzrostla na 3,4 %. V prosinci 2019 dosáhla nezaměstnanost rekordně nízké hodnoty 0,9 %. Nicméně téměř úplná závislost na rybolovu a chovu ryb znamená, že ekonomika zůstává zranitelná. Největší soukromou společností Faerských ostrovů je společnost Bakkafrost, která se zabývá chovem lososů a je největší ze čtyř společností zabývajících se chovem lososů na Faerských ostrovech a třetí největší na světě.
V roce 2011 tvořila 13 % národního důchodu Faerských ostrovů hospodářská pomoc z Dánska, což odpovídá zhruba 5 % HDP.
Od roku 2000 vláda podporuje nové projekty v oblasti informačních technologií a podnikání, aby přilákala nové investice. Ostrovy mají jednu z nejnižších měr nezaměstnanosti v Evropě, což však nelze nutně považovat za známku oživení ekonomiky, neboť mnoho mladých studentů se po ukončení střední školy stěhuje do Dánska a dalších zemí. Zůstává tak převážně obyvatelstvo středního a staršího věku, kterému mohou chybět dovednosti a znalosti pro obsazení nově vzniklých pracovních míst na Faerských ostrovech. Přesto byly Faerské ostrovy v roce 2008 schopny poskytnout Islandu půjčku ve výši 52 milionů dolarů v souvislosti s islandskou finanční krizí v roce 2008.
Podle zprávy faerské elektrárenské společnosti SEV pocházelo v roce 2023 50,3 % vyrobené elektřiny z obnovitelných zdrojů, z toho 27 % z větrných elektráren a 21,9 % z vodních elektráren. Výroba elektřiny z fosilních paliv se na celkovém objemu podílela 49,7 %.

### Doprava

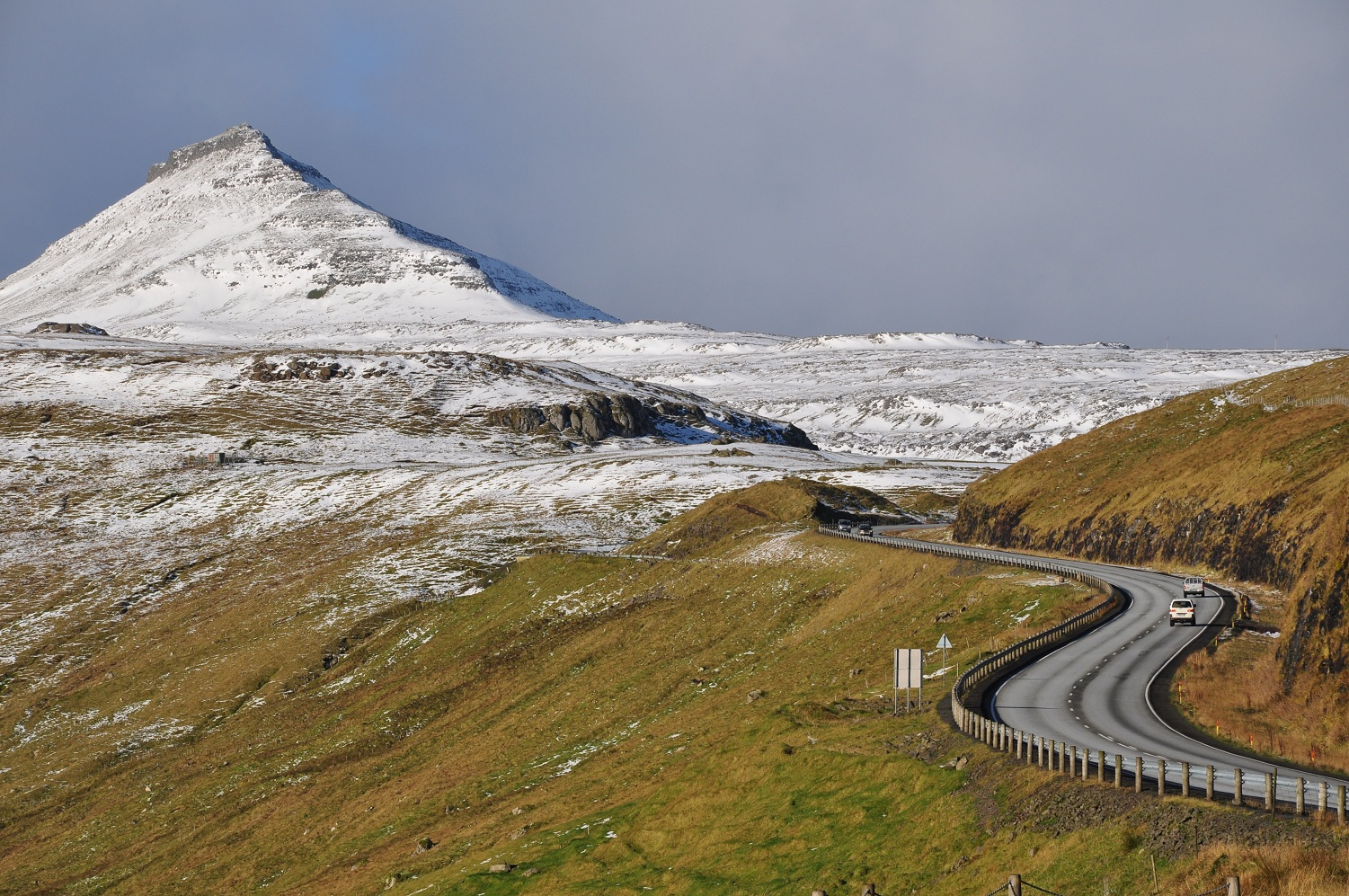
Silnice ze Skipanes do Syðrugøty na ostrově Eysturoy

Po silnici jsou hlavní ostrovy propojeny mosty a tunely. Státní společnost Strandfaraskip Landsins zajišťuje veřejnou autobusovou a trajektovou dopravu do hlavních měst a vesnic. Železnice zde neexistuje.
V letecké dopravě provozuje společnost Scandinavian Airlines a státem vlastněná společnost Atlantic Airways pravidelné mezinárodní lety na letiště Vágar, které je jediným letištěm (mimo heliporty) na ostrovech. Společnost Atlantic Airways zajišťuje také vrtulníkovou dopravu na každý z ostrovů. Veškeré záležitosti civilního letectví řídí Dánský úřad pro civilní letectví.
Po moři provozuje společnost Smyril Line pravidelnou mezinárodní osobní, automobilovou a nákladní dopravu spojující Faerské ostrovy s islandským Seyðisfjörðurem a dánským Hirtshalsem.

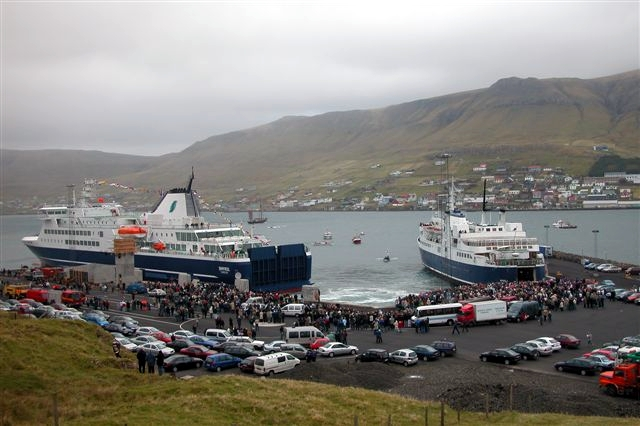
Trajekt MS Smyril vplouvá na Faerské ostrovy v trajektovém přístavu Krambatangi v Suðuroy

Faerské ostrovy mají velmi rozvinutou silniční síť, která spojuje téměř všechna sídla tunely přes hory a mezi ostrovy, mosty a hrázemi, které propojují dohromady čtyři největší ostrovy a tři ostrovy na severovýchodě. Suðuroy je jediným větším ostrovem, který není spojen pevným spojením.
Koltur a Stóra Dímun nemají žádné trajektové spojení, pouze helikoptérovou dopravu. Ostatní malé ostrovy - Mykines na západě, Kalsoy, Svínoy a Fugloy na severu, Hestur západně od Streymoy a Nólsoy východně od Tórshavnu – mají menší trajekty a některé z těchto ostrovů také helikoptérové spojení. 
Od roku 2014 klade faerská vláda důraz na rozšiřování pevných silničních spojení mezi ostrovy. V roce 2020 byl otevřen tunel Eysturoyartunnilin (celková délka soustavy 11 km), který výrazně zkrátil dobu cestování mezi Eysturoy a Tórshavnem. V roce 2023 byl otevřen nejdelší faerský tunel o jedné délce, Sandoyartunnilin (dlouhý skoro 11 km), který spojuje ostrov Sandoy s větší faerskou silniční sítí na Streymoy.

## Kultura
Kultura Faerských ostrovů má své kořeny v severské kultuře. Faerské ostrovy byly dlouho izolovány od hlavních kulturních fází a hnutí, které se přehnaly přes většinu Evropy. To znamená, že si zachovaly velkou část své tradiční kultury. Mluví se zde faerštinou, která je jedním ze tří ostrovních severogermánských jazyků, jež jsou potomky staré severštiny, kterou se ve Skandinávii mluvilo v době Vikingů; dalšími jazyky jsou islandština a zaniklá nornština, o níž se předpokládá, že byla s faerštinou vzájemně srozumitelná. Až do 15. století měla faerština podobný pravopis jako islandština a norština, ale po reformaci v roce 1538 vládnoucí Norové zakázali její používání ve školách, kostelech a úředních dokumentech. Ačkoli bohatá mluvená tradice přežila 300 let, jazyk nebyl zapsán. To znamená, že všechny básně a příběhy se předávaly ústně. Tato díla se dělila na následující žánry: sagnir (historické), ævintýr (příběhy) a kvæði (balady), často zhudebněné a středověký řetězový tanec. Ty byly nakonec zapsány v 19. století.

### Literatura

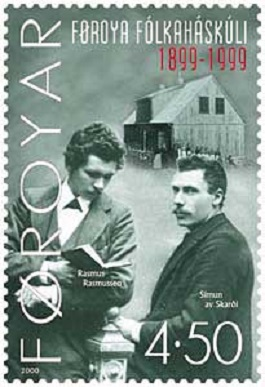
Rasmus Rasmussen, spisovatel, který napsal první román ve faerštině (básnické jméno: Regin í Líð), a Símun av Skarði, básník, který napsal faerskou hymnu.

### Hudba
Faerské ostrovy mají aktivní hudební scénu, živá hudba je pravidelnou součástí života na ostrovech a mnoho Faerských ostrovanů ovládá několik hudebních nástrojů. Několikanásobný držitel dánské hudební ceny Teitur Lassen nazývá Faerské ostrovy svým domovem a je pravděpodobně mezinárodně nejznámějším hudebním vývozním artiklem ostrovů.

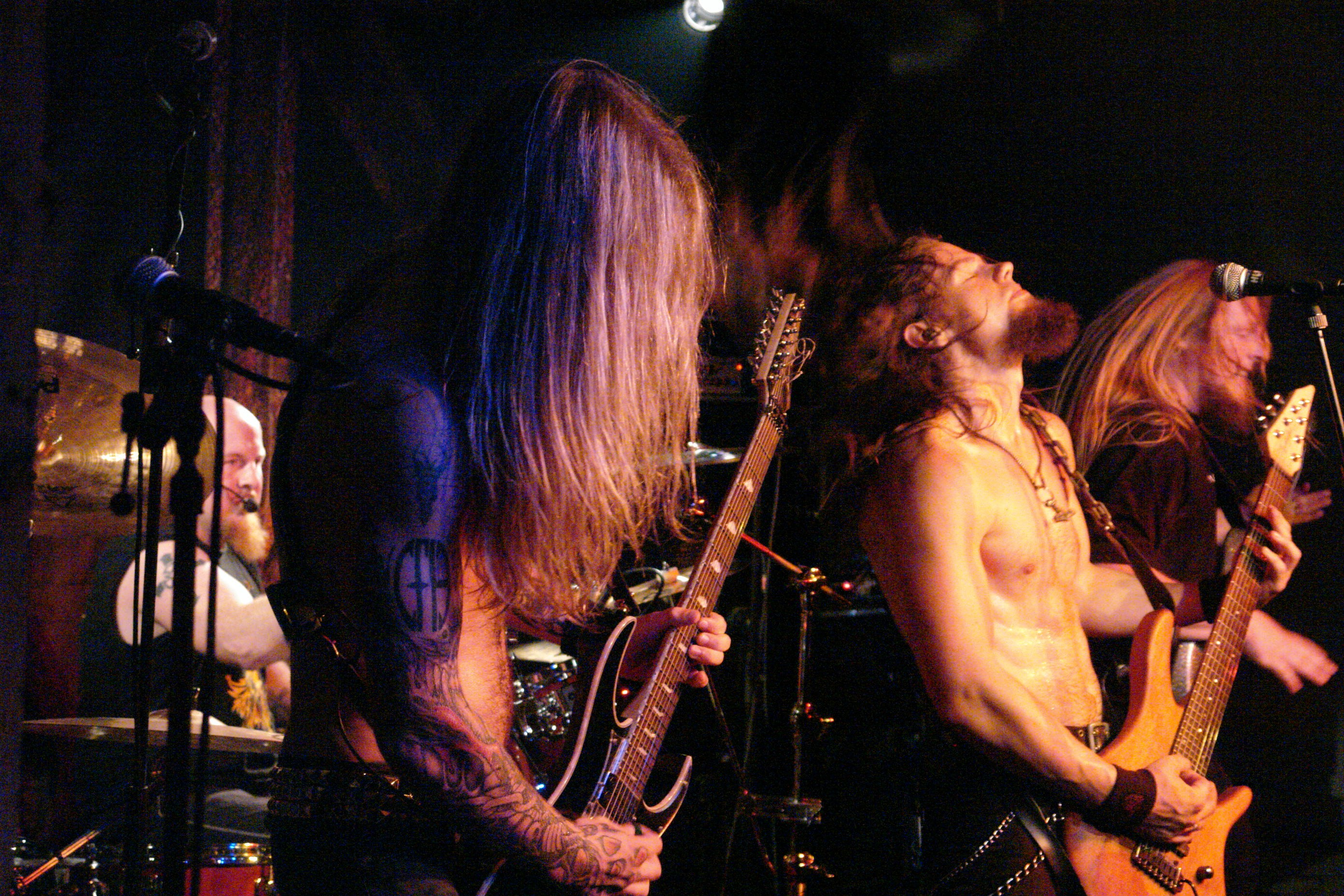
Vikingsko-metalová kapela Týr

Ostrovy mají vlastní orchestr (klasický soubor Aldubáran) a mnoho různých pěveckých sborů; nejznámější z nich je Havnarkórið. Nejznámějšími místními faerskými skladateli jsou Sunleif Rasmussen a Kristian Blak, který je také šéfem nahrávací společnosti Tutl. První faerskou operu napsal  právě Sunleif Rasmussen. Jmenuje se Í Óðamansgarði (Šílencova zahrada) a premiéru měla v roce 2006 v Severském domě. Opera vychází z povídky spisovatele Williama Heinesena. 
Mezi mladé faerské hudebníky, kteří si v poslední době získali velkou popularitu, patří Eivør Pálsdóttir, Høgni Reistrup, Høgni Lisberg, HEIÐRIK (Heiðrik á Heygum), Guðrið Hansdóttir a Brandur Enni. V roce 2023 se Reiley stala první Faerskou osobností, která reprezentovala Dánsko na písňové soutěži Eurovize.
Mezi známé skupiny patří Týr, Hamferð, The Ghost, Boys in a Band, 200 a SIC.
Každé léto se koná festival současné a klasické hudby Summartónar. G! Festival v Norðragøtě v červenci a Summarfestivalurin v Klaksvíku v srpnu jsou velké hudební festivaly populární hudby pod širým nebem, kterých se účastní místní i zahraniční hudebníci. Havnar Jazzfelag byl založen 21. listopadu 1975 a je stále aktivní. V současné době Havnar Jazzfelag pořádá na ostrovech mimo jiné jazzový festival VetrarJazz.

### Severský dům na Faerských ostrovech

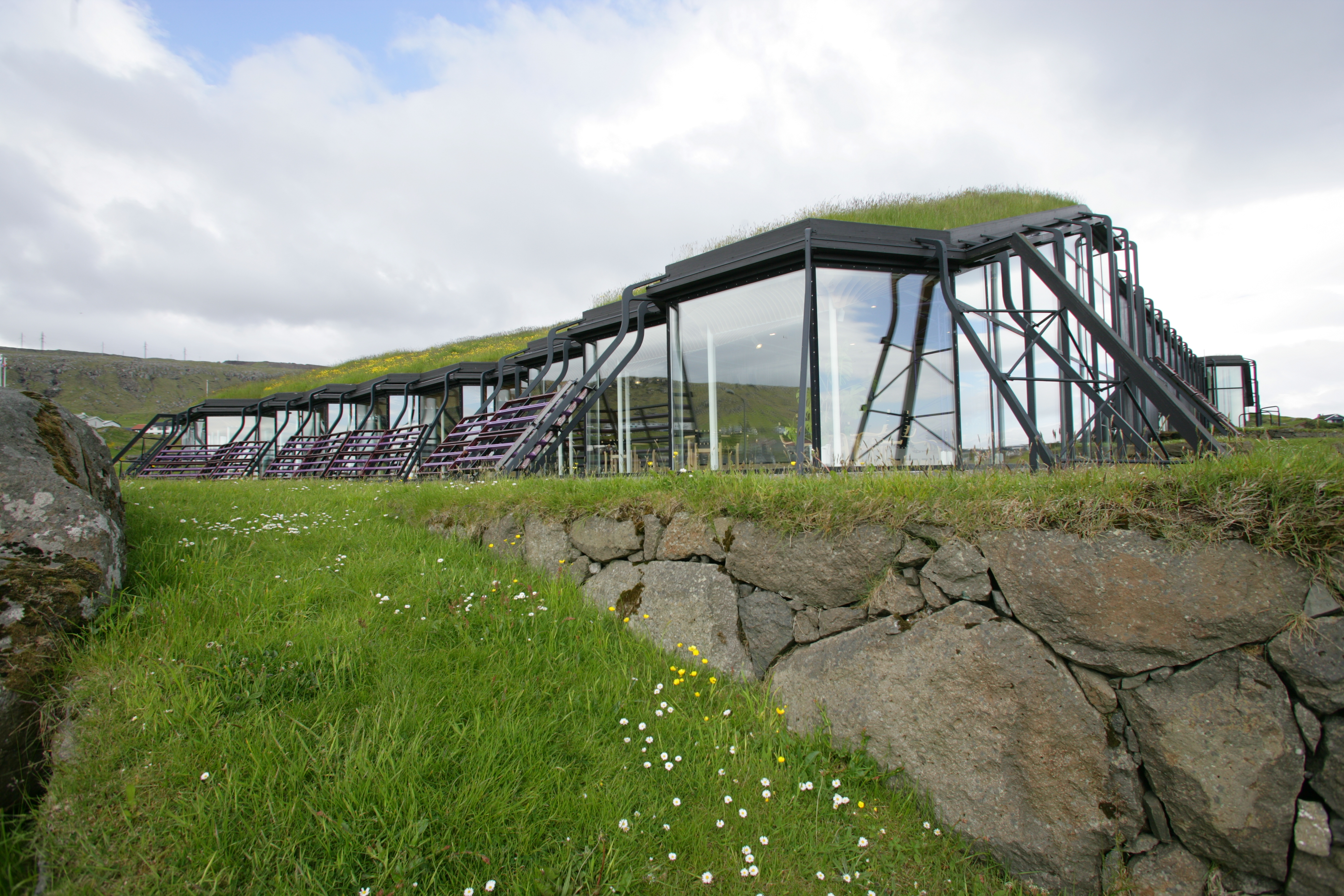
Severský dům zvenčí

Severský dům na Faerských ostrovech (faersky Norðurlandahúsið) je nejvýznamnější kulturní institucí na Faerských ostrovech. Jeho cílem je podpora a propagace skandinávské a faerské kultury na místní úrovni i v severském regionu. Myšlenku severského kulturního domu na Faerských ostrovech vznesl Erlendur Patursson (1913–1986), faerský člen Severské rady. V roce 1977 se konala severská architektonická soutěž, které se zúčastnilo 158 architektů. Vítězi se stali Ola Steen z Norska a Kolbrún Ragnarsdóttir z Islandu. Architekti zůstali věrni folklóru a postavili Severský dům tak, aby připomínal kouzelný kopec elfů. Dům byl otevřen v Tórshavnu v roce 1983. Severský dům je kulturní organizací spadající pod Severskou radu. Severský dům řídí osmičlenný řídící výbor, z něhož tři členové jsou z Faerských ostrovů a pět z ostatních severských zemí. Existuje také místní poradní orgán složený z patnácti členů zastupujících faerské kulturní organizace. Dům řídí ředitel jmenovaný řídícím výborem na čtyřleté funkční období.

### Faerská kuchyně

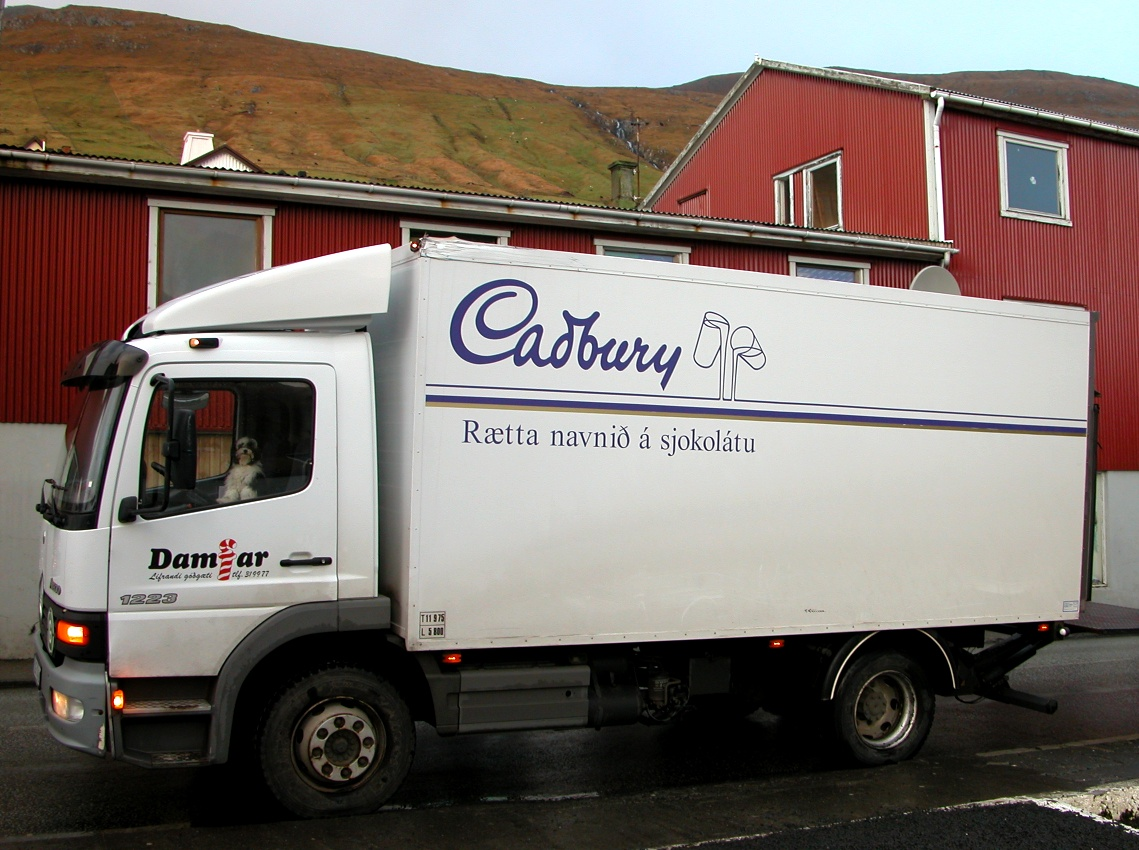
Kamion rozvážející čokoládu po ostrovech

Tradiční faerské jídlo je založeno především na mase, mořských plodech a bramborách a používá se v něm několik druhů čerstvé zeleniny. Základem mnoha jídel je skopové maso z faerských ovcí a jednou z nejoblíbenějších pochoutek je skerpikjøt, dobře vyzrálé, větrem sušené, poměrně žvýkavé skopové maso. Sušírna, známá jako hjallur, je běžnou součástí mnoha faerských domácností, zejména v malých městech a vesnicích. Dalšími tradičními potravinami jsou ræst kjøt (polosušené skopové) a ræstur fiskur (vyzrálé ryby). Další faerskou specialitou je tvøst og spik, který se vyrábí z masa a tuku velryby kulohlavce.  Paralelní pokrm z masa a tuku připravený z vnitřností je garnatálg.) Tradice konzumace masa a tuku z kulohlavců vychází ze skutečnosti, že z jednoho zabitého kusu se dá připravit mnoho jídel. V tradičním jídelníčku místních obyvatel jsou důležité také čerstvé ryby a mořští ptáci, jako jsou faerští papuchalkové a jejich vejce. Běžně se konzumují také sušené ryby.
Na Faerských ostrovech jsou dva pivovary. Föroya Bjór vyrábí pivo od roku 1888 a vyváží ho především na Island a do Dánska. Pivovar Okkara Bryggjarí byl založen v roce 2010. Místní specialitou je fredrikk, speciální pivo vyráběné v Nólsoy.
Od dob přátelské britské okupace mají Faerští ostrované v oblibě britské potraviny, zejména čokoládu britského typu, jako je Cadbury Dairy Milk, kterou najdete v mnoha obchodech na ostrově.

### Oblečení

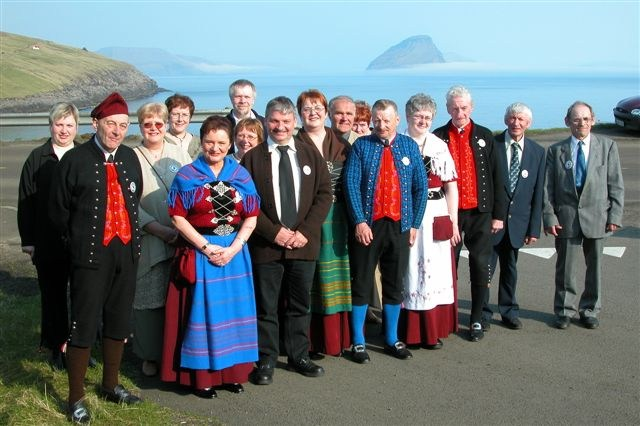
Faerské lidové tanečnice, některé z nich v národním kroji

Faerské řemeslné výrobky jsou založeny především na materiálech, které mají místní vesnice k dispozici – hlavně na vlně. Mezi oděvy patří svetry, šály a rukavice. Faerské svetry mají výrazné severské vzory; každá vesnice má některé regionální varianty, které se předávají z matky na dceru. V poslední době došlo k velkému oživení zájmu o faerské pletení, kdy mladí lidé pletou a nosí aktualizované verze starých vzorů, které jsou zvýrazněny výraznými barvami a odvážnými vzory. Zdá se, že je to reakce na ztrátu tradičního životního stylu a způsob, jak udržet a prosadit kulturní tradici v rychle se měnící společnosti. Mnoho mladých lidí studuje a stěhuje se do zahraničí, což jim pomáhá udržovat kulturní vazby se specifickým faerským dědictvím.
Velký zájem o faerské svetry vyvolal také dánský televizní seriál Zločin, kde hlavní aktérka (detektiv inspektorka Sarah Lundová, kterou hraje Sofie Gråbølová) nosí faerské svetry.
Pletení krajek je tradiční řemeslo. Nejcharakterističtějším znakem faerských krajkových šál je tvarování klínu uprostřed zad. Každý šátek se skládá ze dvou trojúhelníkových bočních dílů, lichoběžníkového zadního klínu, úpravy okrajů a obvykle i tvarování ramen. Šátky nosí všechny generace žen, zejména jako součást tradičního faerského kroje jako svrchní oděv.
Tradiční faerský národní oděv je také místní řemeslnou prací, do jejíhož sestavení lidé investují mnoho času, peněz a úsilí. Nosí se na svatbách, tradičních tanečních zábavách a ve sváteční dny. 
Mladí Faeřané obvykle dostávají dětské faerské oblečení, které se předává z generace na generaci. Děti jsou biřmovány ve 14 letech a obvykle začnou sbírat kousky, z nichž si vytvoří oblečení pro dospělé, což je považováno za obřad přechodu. Tradičním cílem bylo dokončit kroj do doby, než byl mladý člověk připraven uzavřít sňatek a obléci si jej při obřadu – i když dnes to dělají hlavně jen muži.
Každý kus je složitě ručně pletený, barvený, tkaný nebo vyšívaný podle požadavků nositele. Například mužská vesta je ručně sestavena z jasně modré, červené nebo černé vlny. Přední strana je pak složitě vyšívaná barevnými hedvábnými nitěmi, často ženskou příbuznou. Motivy jsou často místní faerské květiny nebo byliny. Poté se na oděv přišije řada masivních stříbrných knoflíků faerské výroby.
Ženy nosí vyšívané hedvábné, bavlněné nebo vlněné šály a šátky, jejichž tkaní nebo vyšívání místní flóry a fauny může trvat i několik měsíců. Dále je zdobí ručně tkaná černočervená sukně ke kotníkům, pletený černočervený svetr, sametový pásek a černé boty ve stylu 18. století se stříbrnými přezkami. Oblečení drží pohromadě řada masivních stříbrných knoflíků, stříbrné řetízky a stříbrné brože a přezky místní výroby, často zdobené motivy ve vikingském stylu.
Jak mužský, tak ženský národní oděv je nesmírně nákladný a jeho zhotovení může trvat mnoho let. Ženy v rodině často pracují společně na zhotovení oblečení, včetně pletení přiléhavých svetrů, tkaní a vyšívání, šití a sestavování národních krojů.

### Archiv a knihovny
Národní archiv Faerských ostrovů (faersky: Tjóðskjalasavnið) se nachází v Tórshavnu. Jeho hlavním úkolem je shromažďovat, pořádat, evidovat a uchovávat archiválie (dokumenty) úřadů, aby byly v budoucnu k dispozici veřejnosti. V této souvislosti Národní archiv dohlíží na registr (deník) a archivy orgánů veřejné moci. V současné době na Faerských ostrovech neexistují žádné další stálé archivy, ale od konce roku 2017 národní vláda finančně podporuje tříletý pilotní projekt pod názvem „Tvøroyrar Skjalasavn“, jehož cílem je shromáždit soukromé archivy z této oblasti.
Národní knihovna Faerských ostrovů (faersky: Føroya Landsbókasavn) sídlí v Tórshavnu a jejím hlavním úkolem je shromažďovat, evidovat, uchovávat a šířit poznatky o literatuře týkající se Faerských ostrovů. Národní knihovna funguje také jako vědecká knihovna a veřejná knihovna. Kromě Národní knihovny je na Faerských ostrovech 15 městských knihoven a 11 školních knihoven. 

### Výtvarné umění
Faerské výtvarné umění má velký význam pro paměť faerské národní identity i pro šíření faerského výtvarného světa.
Různá období a projevy výtvarného umění se vzájemně setkávají a doplňují, ale mohou také vytvářet napětí mezi minulostí a současnou formou projevu.
V současné době jsou v nabídce faerské známky navržené faerskými umělci.
První výstava faerského umění se konala v Tórshavnu v roce 1927.

### Kinematografie
Faerští filmaři natočili v posledních desetiletích několik krátkých filmů a Katrin Ottarsdóttir od svého debutu v roce 1989, kdy natočila snímek Rapsodie Atlantiku, natočila mimo jiné tři celovečerní filmy, několik krátkých filmů a dokumentů. V roce 2012 byla založena Faerská filmová cena Geytin. Jedná se o dvě filmové ceny, které se udělují jednou ročně na prosincovém filmovém festivalu v Severském domě v Tórshavnu. Filmaři přihlašují své filmy a komise vybírá až 10 filmů, které jsou promítány na akci v Severském domě. Hlavní cena v hodnotě 25 000 dánských korun a soška se nazývá Geytin a uděluje ji Severský dům, zatímco druhá cena, Cena diváků (Áskoðaravirðislønin), má hodnotu 15 000 dánských korun a uděluje ji městská rada v Tórshavnu. První cenu Geytin získal v prosinci 2012 Sakaris Stórá s filmem Summarnátt (Letní noc). 
V únoru 2014 získal jeho film Vetrarmorgun (Zimní ráno) tři ceny na Berlinale. V roce 2012 získala Annika á Lofti Cenu diváků. V roce 2013 získal Olaf Johannessen Roberta za nejlepší vedlejší roli v televizním seriálu Forbrydelsen III. V roce 2013 vyhrál Dávur Djurhuus Geytin za krátký film Terminal a Jónfinn Stenberg získal Cenu diváků za krátký film Munch. V roce 2014 získal obě filmové ceny tentýž člověk, neboť Heiðrikur á Heygum získal jak Geytin, tak Cenu diváků za 30minutový horor Skuld (Vina). Andrias Høgenni získal obě ceny Geytin v roce 2016 za krátký film A Crack.
V roce 2019 získal hlavní cenu na Geytinu za krátký film Ikki illa meint. Tentýž film, který byl jeho absolventským filmem v Super 16, byl oceněn na festivalu v Cannes, Semaine de la Critique, a získal také dánské filmové ceny, například Roberta za nejlepší krátký film a cenu za hraný film v rámci Ekko Shortlist Awards.
V roce 2014 získalo ministerstvo kultury Faerských ostrovů v rámci finančního zákona grant na finanční podporu faerských filmů. V roce 2017 byla založena společnost Filmshúsið. Filmshúsið sídlí v Sjóvinnuhúsið v Tórshavnu. Bude řídit a pomáhat faerské filmové komunitě při marketingu faerských filmů v zahraničí a pomáhat filmovým produkcím. Ve Sjóvinnuhúsiðu sídlí také filmová dílna Klippfisk. Klippfisk je podporován obcí Tórshavn a pracuje s mladými filmovými talenty, mimo jiné pořádá každoroční filmovou školu Nóllywood pro teenagery. Nóllywood se koná na ostrově Nólsoy, obvykle během letních prázdnin.

### Veřejné svátky

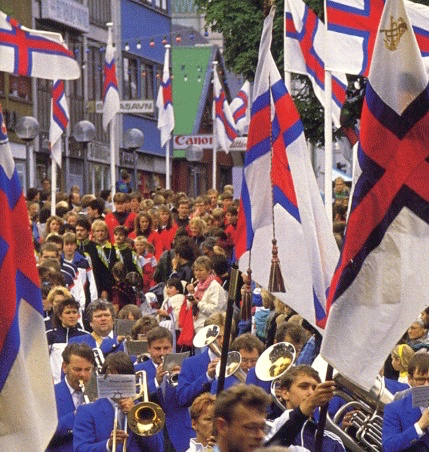
Každoroční průvod Ólavsøka 28. července

Ólavsøka se koná 29. července; připomíná smrt svatého Olafa. Oslavy se konají v Tórshavnu, začínají večer 28. a pokračují až do 31. října. Pro členy některých odborových svazů je 28. červenec polovičním pracovním dnem, zatímco Ólavsøkudagur (Den svatého Olafa) 29. července je pro většinu, ale ne pro všechny členy odborů, plnohodnotným svátkem.
Oficiální oslavy začínají 29. července otevřením faerského parlamentu, což je zvyk starý 900 let, který začíná bohoslužbou konanou v katedrále v Tórshavnu; všichni členové parlamentu i státní a církevní úředníci jdou do katedrály v průvodu. V kázání se střídají všichni faráři. Po skončení bohoslužby se průvod vrací do parlamentu na slavnostní zahájení.
Další oslavy jsou ve znamení různých druhů sportovních soutěží, z nichž nejoblíbenější je veslařská soutěž (v přístavu Tórshavn), uměleckých výstav, popových koncertů a slavného faerského tance v Sjónleikarhúsiðu a na venkovním zpěváckém festivalu Vaglið 29. července. Oslavy mají mnoho aspektů a zde jsou zmíněny jen některé z nich.
Mnoho lidí si tuto událost připomíná také nošením národního faerského kroje.  

### Sport

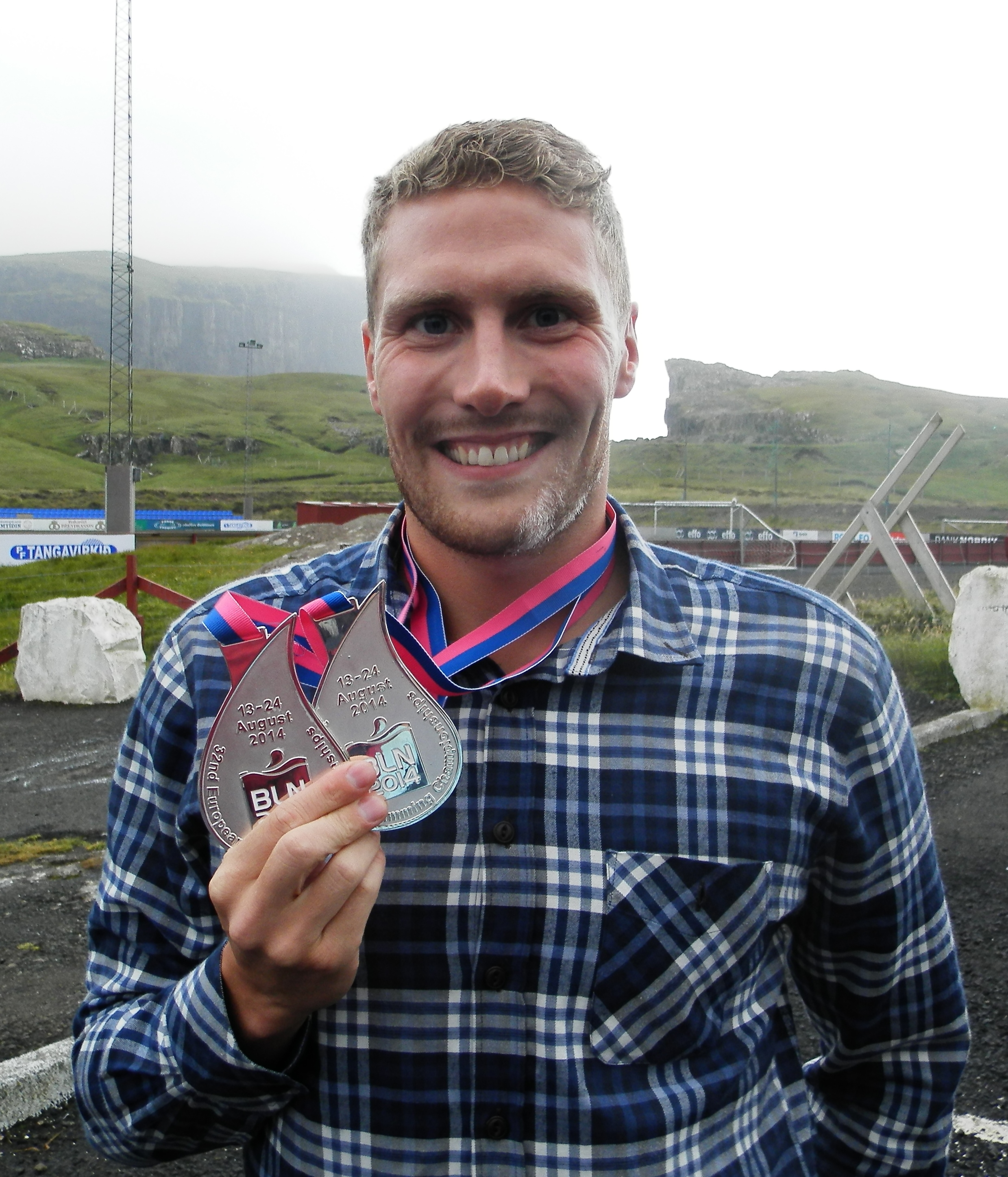
Pál Joensen, faerský plavec

Faerské ostrovy se účastní všech Ostrovních her, které se konají každé dva roky od jejich založení v roce 1985. V roce 1989 se ostrovy staly hostitelem her a v roce 2009 Faerské ostrovy ostrovní hry vyhrály.
Zdaleka největší sportovní aktivitou na ostrovech je fotbal, který hraje 7 000 registrovaných hráčů z celkového počtu 55 000 obyvatel. Deset fotbalových týmů bojuje v první lize Faerských ostrovů, která je v současnosti podle koeficientu UEFA na 39. místě. Faerské ostrovy jsou plnoprávným členem UEFA a národní fotbalová reprezentace Faerských ostrovů se účastní kvalifikace na mistrovství Evropy ve fotbale. Faerské ostrovy jsou také plnoprávným členem FIFA, a proto se fotbalová reprezentace Faerských ostrovů účastní také kvalifikace na mistrovství světa ve fotbale. Faerské ostrovy vyhrály svůj vůbec první soutěžní zápas, když tým v kvalifikaci na EURO 1992 porazil Rakousko 1:0.
Největšího fotbalového úspěchu dosáhla země v roce 2014 po vítězství nad Řeckem 1:0. Tento výsledek byl považován za „největší šok všech dob“ ve fotbale díky tomu, že v době konání zápasu byl mezi týmy na světovém žebříčku FIFA odstup 169 míst. Po vítězství nad Řeckem 1:0 se tým posunul na žebříčku FIFA o 82 míst na 105. Dne 13. června 2015 pak tým porazil Řecko znovu výsledkem 2:1. Dne 9. července 2015 si reprezentace Faerských ostrovů polepšila o dalších 28 míst na žebříčku FIFA.. Nedávno Faerské ostrovy dosáhly dalšího slavného vítězství, když v Lize národů C UEFA 2022-23 porazily Turecko 2:1, ačkoli tato šokující výhra nezabránila Turecku v postupu do Ligy národů B.
Mužská házenkářská reprezentace Faerských ostrovů zvítězila v prvních dvou ročnících mistrovství IHF Emerging Nations Championship, a to v letech 2015 a 2017. Tým se kvalifikoval na Mistrovství Evropy v házené mužů 2024 v Německu, kde po remíze s Norskem a těsných zápasech se Slovinskem a Polskem obsadil 20. místo z 24 týmů.
Faerské ostrovy jsou plnoprávným členem mezinárodní plavecké federace World Aquatics a soutěží pod vlastní vlajkou na mistrovství světa, mistrovství Evropy a světových pohárech. Faerský plavec Pál Joensen (nar. 1990) získal bronzovou medaili na Mistrovství světa v plavání v krátkém bazénu 2012 a čtyři stříbrné medaile na mistrovství Evropy (2010, 2013 a 2014), všechny medaile získal na nejdelší a druhé nejdelší mužské trati, 1500 a 800 metrů volný způsob, krátký i dlouhý bazén. Faerské ostrovy se účastní také paralympiád a od letních paralympijských her v roce 1984 získaly 1 zlatou, 7 stříbrných a 5 bronzových medailí.
Dva faerští sportovci se zúčastnili olympijských her, ale pod dánskou vlajkou, protože Mezinárodní olympijský výbor (MOV) nedovoluje Faerským ostrovům soutěžit pod vlastní vlajkou. Těmito dvěma Faeřany, kteří se zúčastnili olympijských her, jsou plavec Pál Joensen v roce 2012 a veslařka Katrin Olsenová. Na Letních olympijských hrách 2008 Olsen závodil společně s Juliane Rasmussenovou ve dvojskifu lehkých vah. Dalším faerským veslařem, který je členem dánského národního veslařského týmu, je Sverri Sandberg Nielsen, který v současné době závodí ve veslování jednotlivců v těžké váze; závodil také ve dvojskifu. Je současným dánským rekordmanem v halovém veslování mužů, těžká váha; v lednu 2015 překonal devět let starý rekord a v lednu 2016 ho vylepšil. Startoval také na mistrovství světa ve veslování 2015, kde se dostal do semifinále; na mistrovství světa ve veslování 2015 do 23 let startoval a dostal se do finále, kde obsadil čtvrté místo.
Faerské ostrovy požádaly MOV o plné členství v roce 1984, ale k roku 2025 stále nejsou jeho členy. Na Evropských hrách 2015 v Baku nesměly Faerské ostrovy soutěžit pod vlajkou Faerských ostrovů; mohly však soutěžit pod vlajkou Evropské plavecké ligy.  
Faerští obyvatelé jsou velmi aktivní ve sportu; pořádají domácí soutěže ve fotbale, házené, volejbale, badmintonu, plavání, veslování na venkovních (faerských) a halových veslařských trenažérech, jízdě na koni, střelbě, stolním tenisu, judu, golfu, tenisu, lukostřelbě, gymnastice, cyklistice, triatlonu, běhu a dalších soutěžích v atletice.
V roce 2014 se Faerské ostrovy mohly zúčastnit Mistrovství Evropy v elektronických sportech (ESEC) v esportu. Celkem 5 hráčů, všichni faerské národnosti, se v prvním kole utkalo se Slovinskem a nakonec vypadlo se skóre 0:2.
Na šachové olympiádě v Baku v roce 2016 získaly Faerské ostrovy svého prvního šachového velmistra. Helgi Ziska vyhrál svou třetí velmistrovskou normu a získal tak titul šachového velmistra.